# 马来西亚
馬來西亞（馬来语，馬來語：[malɛjsia]、英语：i/məˈleɪziə, -ʒə/），简称大馬或马國，是位於东南亚的多元种族國家。由前馬來亚联合邦、北婆羅洲（今沙巴）、砂拉越及新加坡於1963年9月16日所組成的联邦制、议会民主制、选举君主制和君主立宪制國家，後新加坡州在1965年8月9日被联邦除名，并独立建国。
馬来西亚全国总面积共330,803平方公里，被南中国海分為東西兩大部分：西半部的馬來半島分为十一个州及二個联邦直辖区吉隆坡和布城，稱為「馬来西亚半岛地区」，北接泰國，南部隔著柔佛海峽，以新柔長堤和第二通道與新加坡連接；而东半部位於世界第三大岛婆羅洲的北部，分属沙巴和砂拉越两个邦及纳闽联邦直辖区，称為「婆羅洲」，南邻印度尼西亞的加里曼丹，而汶萊則与婆羅洲三面接壤。首都位於吉隆坡，是馬來西亚人口中最密集和最繁榮的地区，聯邦政府所在地則位於布城。馬來西亚的地理位置接近赤道，其气候屬於亞洲熱帶型雨林氣候，导致人口密度较低，而馬來西亞半島地區的人口密集度比婆羅洲地区高許多，也是首都和联邦政府所在地。截至2023年，全国人口约3,340萬。
馬來西亚的联邦宗教虽然为伊斯兰教，但国民於《馬來西亚联邦宪法》下享有宗教自由的权利。国内主要宗教有伊斯兰教、佛教、基督教新教、天主教、印度教、錫克教等。馬來西亚民族方面十分多元，由馬來人、華人（包括峇峇娘惹／土生華人）、印度人、原住民（伊班人、卡達山杜順人、比達友人、閃邁人、其他西馬半岛原住民、婆罗洲砂拉越和沙巴原住民）和少数欧亚群体（克里斯坦人）等共同組成的多元民族國家。
馬來西亚最高元首为君主立宪制国家元首，由馬來统治者会议选出，任期五年。政府则由获得最多国会议席的政党或联盟的領袖-首相所领导，政治体制沿袭自英國的度。在外交方面，馬來西亚是联合国会员国，也是环印度洋区域合作联盟、亚洲太平洋经济合作组织、英联邦、东南亚国家联盟、不结盟运动以及伊斯兰会议组织等的成员国，同时也是东南亚国家联盟以及伊斯兰会议组织的創始国之一。馬來西亚也曾担任东南亚国家联盟、伊斯兰会议组织以及不结盟运动的主席，也曾担任联合国安理会非常任理事国。

## 詞源

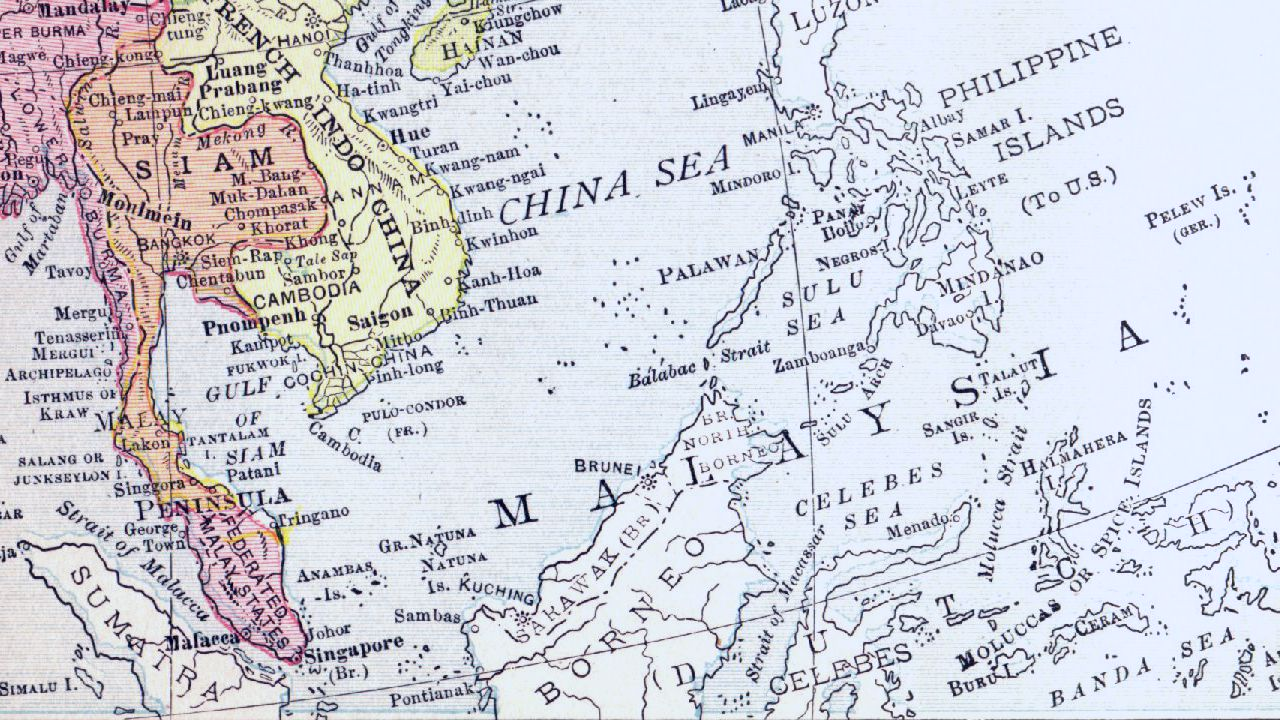
1914年美国出版的地图上，马來西亞用來指稱马來群岛

马来（Melayu）的詞源自梵文Malaiur 或Malayadvipa ，可译為「群山之地」，這個詞由古代印度商人所採用，指稱馬來半島。這個名称後來用來指末罗瑜王國，它在7世紀到13世紀存在於蘇門答臘。
在1850年，英國民族学家乔治·厄爾（George Earl），在《印度群島和東亞期刊》的文章中，建议將印尼群岛命名為Melayunesia或Indunesia。他支持前者用作殖民者命名。法國航海家儒勒·迪蒙·迪維爾在1826年於大洋洲從事探险時，發明了“Malaisia”、密克罗尼西亚群岛（Micronesia）與美拉尼西亞（Melanesia）這三個字，將這些太平洋文化和岛群從玻利尼西亚區分出來。1831年，他將這些名称提交到法国地理学会。杜蒙德於維爾描述“Malaisia”是「通稱為东印度群岛的這個地区」。當時，有人认为，這個區域的居民可能被指称為「馬來人」，符合當時「马来种族」的观念，但這有別於当代的定義，其中「馬來人」（Malay）是指具有相似文化的一個族群，使用马來語，住在蘇門答臘東海岸、廖內群島、馬來半島和婆羅洲島沿岸。相關的語詞「馬來世界」（Malay world）用來指這個廣大的地理區域。
馬來西亞這個名稱是在1963年被採用，當時已經存在的馬來亞聯合邦，加上新加坡、北婆羅洲與砂拉越共同參組這個新的聯邦。在此之前，這個名字本身已經隱約用來指稱東南亞的某些地區。在1914年芝加哥出版的地圖上，馬來西亞這個字指的是馬來群島之內的某些領土。這個區域的大陸部分稱為馬來亞，直到1963年與沙巴、砂拉越與新加坡合組馬來西亞為止。菲律賓的政治人物一度考慮將他們的國家命名為馬來西亞，但在1963年這個名稱已先被採用。
在1963年組織聯邦時，其他的名字曾被考慮：其中一個是狼牙脩（馬來文：Langkasuka），這個名稱源自在公元1世紀到2世紀，在馬來半島北部的一個歷史悠久的王國。
民間隨馬來西亞華語規範理事會簡稱馬來西亞為「大馬」，是為了區別本來的馬來亞聯合邦（即西馬）。

## 历史

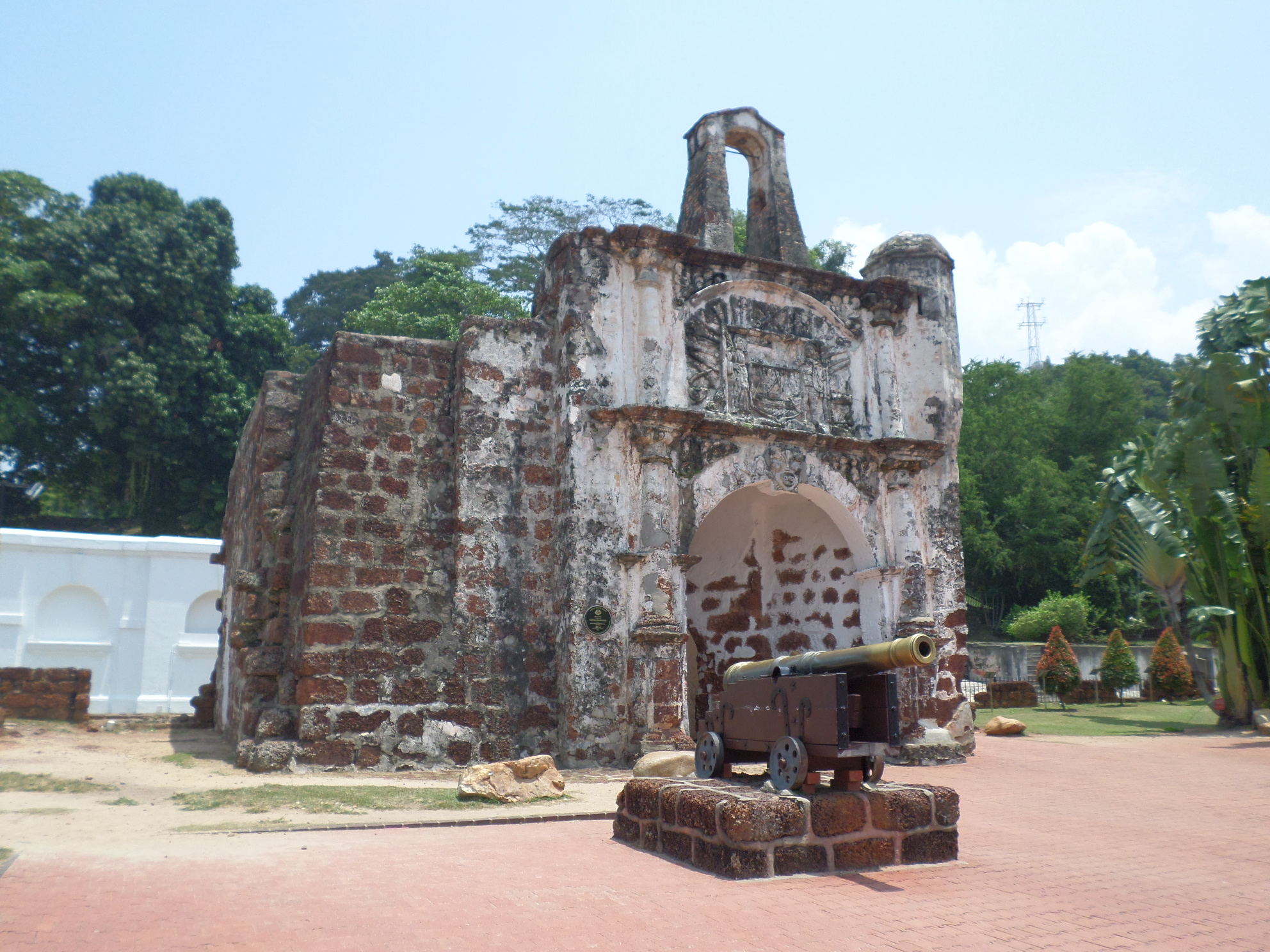
馬六甲法摩沙堡，由葡萄牙人於16世紀所建

### 史前时期与早期王朝
人類在這個區域棲息的最古老證據可追溯到距今四萬年前。第一批居住在馬來半島的人類是尼格利陀人，又稱矮黑人。古代印度人稱馬來半島為“黃金半島”（印度文：Suvarnadvipa；英文：Golden Peninsula）。在托勒密的世界地圖上，也稱馬來半島為黃金半島（拉丁語：Golden Chersonese），馬六甲海峽則稱為象牙海灣（拉丁語：Sinus Sabaricus）。華人與印度人在2世紀與3世紀在這個區域建立許多貿易港與城鎮，依據中國史料記載，數量多達30個。兩國對馬來半島的地域文化影響深遠。在公元的最初幾個世紀直至14世紀初，馬來半島的人們主要信仰佛教和印度教等等的印度宗教，早在4世紀，更採用梵語作為書寫文字。在7世紀到13世紀之間，馬來半島的許多地區由三佛齊帝國所統治，其中心位于苏门达腊的巨港。在三佛齊衰落後，以爪哇為統治中心的滿者伯夷帝國對於大部分的印度尼西亞、馬來半島及婆羅洲沿海地區具有影響力。

### 馬六甲王朝
來自三佛齊（中爪哇）皇室的王子拜里米蘇拉，建立了馬六甲蘇丹王朝，普遍被認定為馬來半島的第一個獨立國家。拜里米蘇拉的王子，美甲·伊斯坎達·沙轉信伊斯兰教，而且马六甲苏丹王朝的顯赫地位及政治势力促使伊斯兰教傳遍臨近小國，某種程度上在15世紀加速回教為馬來人的主要宗教。另外，此時的馬六甲也成為國際和東南亞最繁忙的貿易港口之一。

### 欧洲殖民与后继王朝

#### 葡荷马六甲

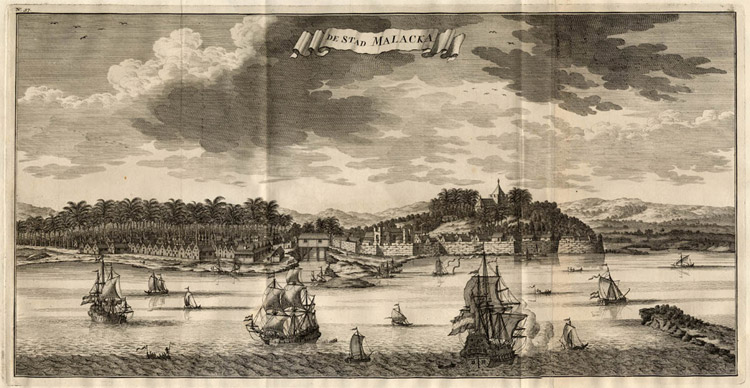
马六甲港口图像（1724年）

首度殖民統治發生於1511年，葡萄牙舰队攻占马六甲，建立殖民地。马六甲末代苏丹马末沙辗转流亡于马来半岛与廖内群岛，联合各地数度意图收复马六甲不果，最终死于苏门达腊甘巴，他的两个儿子分别即位建立了霹雳王朝与柔佛王朝，其中控制马来半岛南部的柔佛继续成为对抗葡萄牙的主要势力之一。
来自苏门达腊北部新兴的亚齐王朝则在苏丹依斯干达·慕达的统治下开始在马来半岛北部扩充领土，包括霹雳、吉打等。1619年，更将源于马六甲王室的彭亨苏丹阿末沙虏往亚齐。葡萄牙、柔佛与亚齐三股势力在这期间时互有和战，尤其彭亨的控制权数度辗转于三方之手。
1629年，葡萄牙联合柔佛摧毁了亚齐所有战船，迫使其撤出马来半岛。但亚齐依然可以在同年攻占吉打，并将其居民虏往亚齐。依斯干达·慕达死后，其外甥依斯干达塔尼继位为亚齐苏丹。
直到1641年，荷蘭联合柔佛攻下馬六甲。此后，荷蘭与柔佛保持联合关系。半岛北部各王朝则渐渐成为暹罗的藩属。

#### 英國殖民时期

##### 英属马来半岛
英国势力在1785年开始进入馬來半島，那一年英国东印度公司向吉打苏丹租借了檳城。不久，英國方面採取詐取計謀奪得檳城。1819年开始又从柔佛取得新加坡的管理权，与荷兰展开竞争。
1824年，英国与荷兰签署1824年英荷條約，最终确立了英国对马来亚的霸权，荷兰撤出马六甲并放弃所有在马来亚的利益，而英国则承认荷兰对东印度剩余地区的利益。柔佛王朝也从此一分为二，新加坡以南的廖内划于荷兰势力范围，成为廖内王朝。
1826年，英国殖民政府将槟城、马六甲與新加坡联合组成了一個英國海外領地，名為海峡殖民地。在19世紀下半叶，由于马来半岛各王朝内部动荡，影响锡米等资源采收，英国开始积极干预各王朝的内政。经历内战的彭亨、雪蘭莪、霹靂與森美蘭陆陆续续接受由英國委派的參政司，这些名為帮助馬來統治者管理国事，實際上這些英國代理人很快就成为这些国家的真正统治者。1896年，英殖民政府将四个王朝联合，成立馬來聯邦，由总参政司实际统治。
在馬來半島上的其他五個州合稱馬來屬邦，也在20世紀初接受了英國參政司的派駐，成为英国的殖民地。

##### 英属婆罗洲及砂拉越王國
沙巴受到英国北婆罗洲特许公司控制。来自英国的探险家詹姆斯·布魯克从文萊苏丹手中取得砂拉越，以「白人拉惹」（White Raja）或「白膚國王」身分統治這個國家直到1946年，將這塊領土交給英國為止。

### 二战与战后独立运动

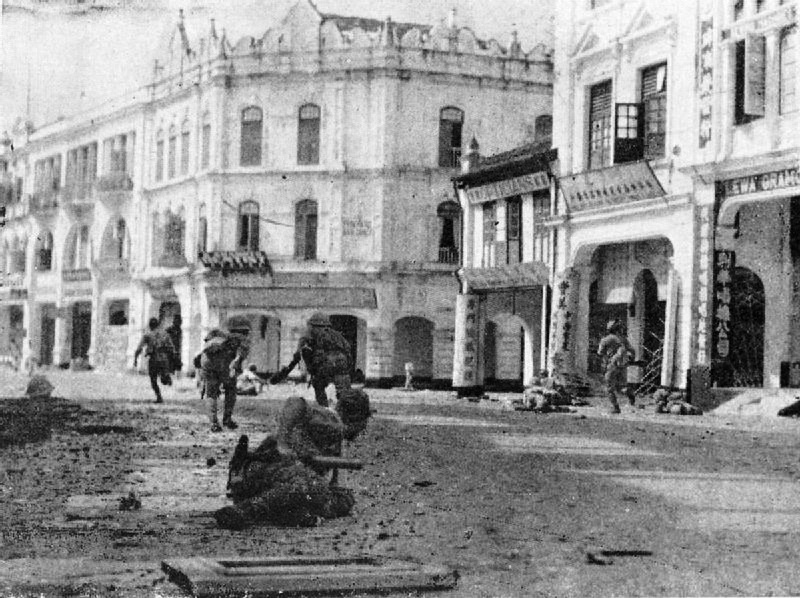
日軍進犯馬來亞吉隆坡

第二次世界大戰，隨著日本佔據馬來亞，各族間的關係日趨緊張，然而大眾對獨立的支持亦逐漸增長。戰後，英国宣布了一个新计划，也就是馬來亞聯邦，這將原先屬於馬來聯邦和马来属邦的蘇丹國，加上檳城和马六甲（不包括新加坡）合组一个英國海外領地，并在数年后独立。這個計畫遭到馬來人強烈反對，因為它削弱了馬來統治者的地位，並且將公民權賦予馬來亞華人與少數民族。
馬來亞聯邦1946年建立，1948年解散。随后以馬來亞聯合邦代替马来亚联邦，在英國保護下，恢復了馬來蘇丹國各統治者的自治權。与此同时，马来亚共产党则在积极从事反殖民斗争，展开罢工、罢学等运动，与英殖民关系日益紧张。随着暴力冲突不断升级，最后英国宣布马共为非法组织并展开取缔，馬共转为武力斗争，發動游擊隊行動，期望迫使英國勢力撤離馬來亞。于是全马来亚进入紧急状态，從1948年持續到1960年，並有英聯邦軍隊駐紮在馬來亞，從事反游擊隊戰爭。冲突期间，安全部队杀死了6,710名人民解放军游击队，俘虏了1,287名游击队，约3,200名游击队投降。1,345名马来亚军警在战斗中死亡。英联邦国家的部队有519人阵亡。2,478名平民被杀，810名平民失踪。 

### 独立建国至今
1952年，代表马来人的马来民族统一机构（巫統）与代表华人的馬來亞華人公會（馬華公會）和代表印度人的馬來亞印度國民大會黨组成联盟并在大部分的地方选举中胜出，最后在1955年的马来亚联合邦立法议会首次选举中赢得绝大部分的议席，并在首席部长东姑阿都拉曼的领导下开始向英殖政府争取独立。于1957年8月31日在英國殖民地政府的赞同下，马来亚联合邦宣布獨立，同年，以君主立宪聯邦成立一个新的国家。故此，东姑阿都拉曼就成为马来西亚（当时称为马来亚）的国父，同年担任第一任首相。

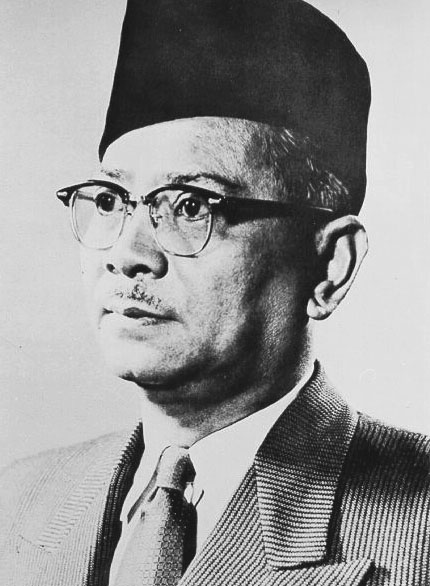
马来西亚国父东姑阿都拉曼

由于当年婆罗洲内陆出现反殖民主义的声势，同时印尼垂涎沙巴和砂拉越的土地，欲扩张势力，英殖政府唯恐未能镇压局势，故此，建议当时已立国的马来亚，容许沙巴及砂拉越加入马来亚，扩张疆界，誓行保护当地人民和土地。然而，印尼总统蘇卡諾提出反對，而且砂拉越人民聯合黨發動了多次抗爭行動。英殖政府军队经过多番内部抗争，最终达成协议。
1959年6月10日，英属的新加坡被英国授予自治地位；1963年7月22日，英属砂拉越被授予自治，同年8月31日，英属北婆罗洲被授予自治，1963年9月16日馬來亞、新加坡、北婆羅洲（沙巴）及砂拉越共同參組馬來西亞聯邦。马来西亚是一個由馬來族、華族、印度族及原住民族等多元民族共同建立的國家。在历史上，马来西亚拥有两个重要的庆典，第一个是国家独立日，另一个是马来西亚日。国家独立日是纪念马来亚独立（不包括北婆罗洲、砂拉越、新加坡），而马来西亚日是纪念马来亚与沙巴、砂拉越、新加坡组成一个新的国家。

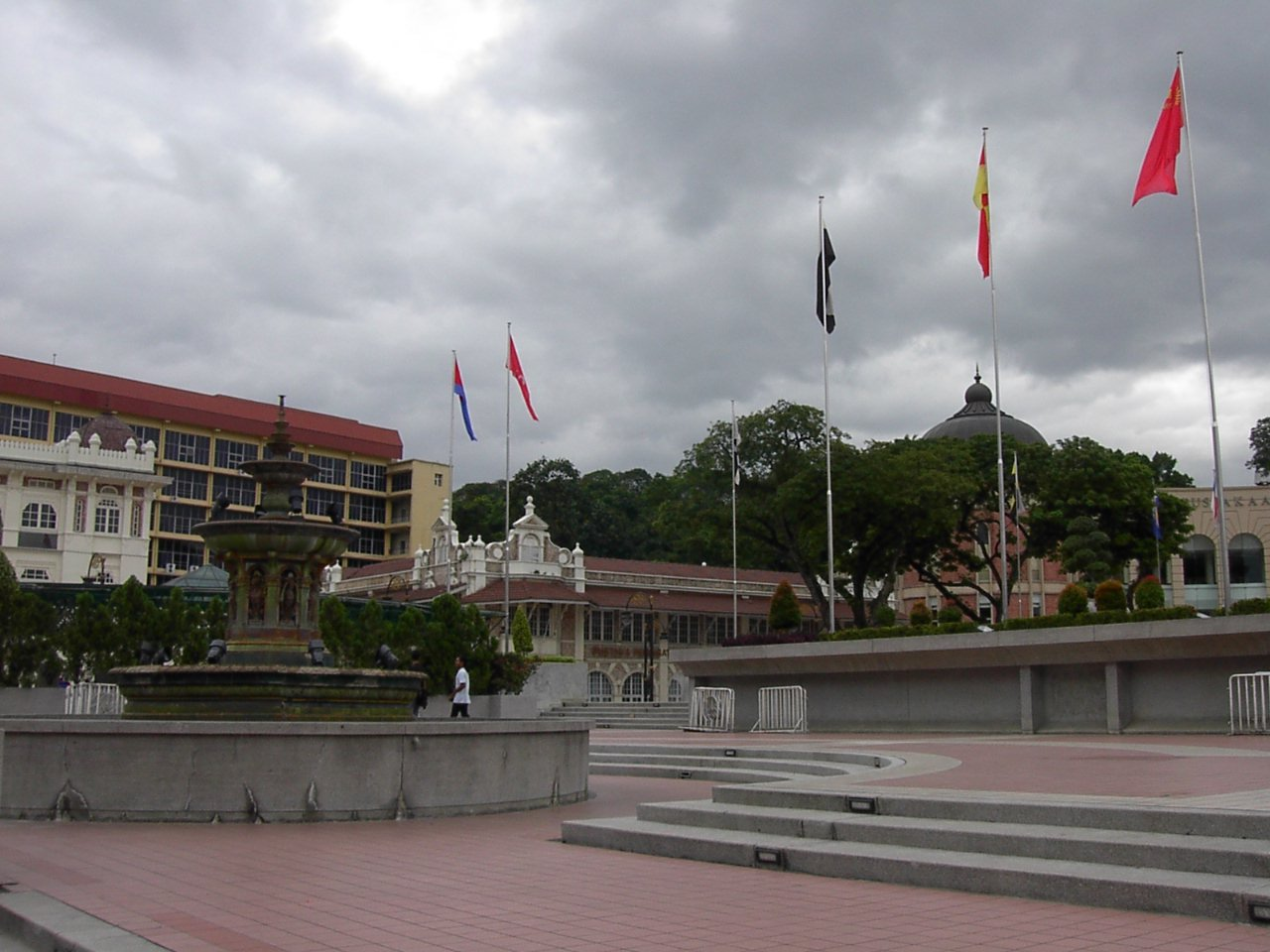
吉隆坡獨立廣場，馬來西亞人每年8月31日在此慶祝國慶日

1965年，馬來西亞國會全數通過將新加坡州驅逐出馬來西亞，新加坡被迫独立。马来西亚克服了这个危机，也克服了印度尼西亚－马来西亚冲突的危机，但其内部的矛盾导致了执政联盟在1969年大选中受到重挫，随后暴发五一三事件的种族冲突。马来西亚进入紧急状态，政治生活和国民自由受到限制。从1970年开始，以巫統为首的执政联盟在第二任首相阿都拉萨领导下，为组织稳定政府，拉拢在大选中新崛起的反对党如民政党、霹雳进步党、泛马回教党等加入联盟，改组成國民陣線（国阵），并在此后的44年内长期执政，使马来西亚几乎达到一党制的地步。
马来西亚成立之初，即经历了馬印衝突、1965年8月9日新加坡脱离大马、1969年的五一三事件及1969年居銮水灾。1969年5月13日，首都吉隆坡發生嚴重的種族衝突，政府颁布紧急状态。事發後，阿都拉薩政府开始推行頗受爭議的新經濟政策，目標是想通过配额制，提高土著的經濟权益比例。此後，馬來西亞維持一套精心規劃的族群政治平衡，政府體系試圖將整體的經濟發展，與政治經濟政策相結合，以提倡所有民族的參與。

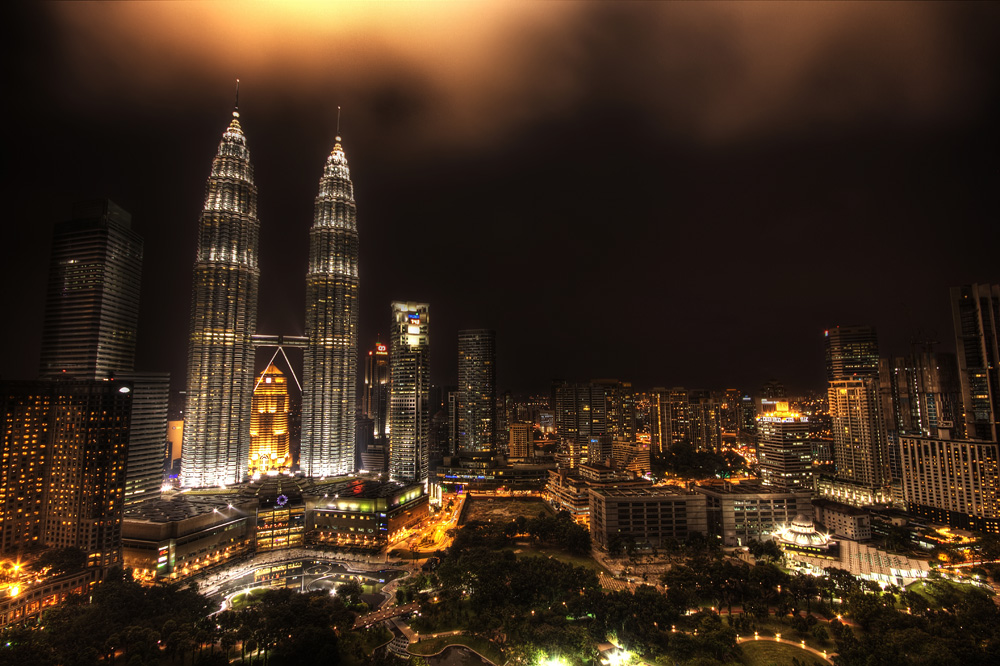
国油双峰塔景观及吉隆坡市中心的商业大楼群，是马哈迪·莫哈末执政马来西亚22年下的经济演变证明

1981年至2003年馬哈迪·莫哈末擔任首相期間，馬來西亞經歷了快速的經濟成長。由原先以農業為基礎的經濟，轉變為以製造業與工業為主的經濟，特別在電腦與消費性電器產品。在這段期間，馬來西亞的地理景觀也因著多項大型計畫而改變,其中包括國家石油公司的雙峰塔（曾經是世界最高建築物，目前仍是全球最高的雙子星大樓）、吉隆坡國際機場、南北大道（全国最长也是全东南亚最长的收费高速公路）、雪邦国际赛道、多媒体超级走廊、砂拉越巴貢水壩以及新的聯邦行政首都布城直轄區。
1998年，亞洲金融危机使马来西亚的经济和政局严重受挫。馬哈迪在痛斥外汇投机客的同时，拒绝副首相安華以及国际货币基金组织的“药方”，对货币进行管制。经济专家当时认为，外资将因此却步，马来西亚将會步入经济衰退期。然而，馬哈迪独树一帜的政策很快就见效，领导马来西亚走出金融危机的阴影，经济复苏步伐是當時受金融危机打击国家中最快的。1999年，经济增长率接近危机前的水平，经济重新步入了稳步成长的轨道。因为努力推动国家经济发展，马哈迪被尊称为现代化之父（Bapa Pemodenan）。
2004年大選，国阵获得全民支持，历史性地赢得90%国会议席，继续执政。2008年大選，国阵政府面对反对党的强烈抗衡，首次失去1969年以来国会三分之二的多数议席。3大反对党即人民公正党、民主行动党和伊斯兰党结盟，称为人民联盟。2013年大選，國陣政府失去國會三分之二的多數議席之餘，更失去了另外的7個國會議席。州議席方面國陣政府依舊穩如泰山，順利地贏得了13個州屬中的10個，其中一個州屬是反對黨之前所執政的吉打州。 此外，2015年之前由伊斯兰党、人民公正党和民主行动党所成立的人民联盟（民联），由于伊斯兰刑法争议，成员三党之一的伊斯兰党于2015年6月15日决定与民主行动党断交。6月16日，民主行动党秘书长林冠英宣布民联不复存在。同年6月17日公正党承认民联瓦解。
纳吉任内设立了一個馬來西亞發展有限公司（1MDB），其设立目的为建立全球伙伴关系和促进外商直接投資，是国家的战略举措。然而，1MDB却在2015年被爆出负债110亿美元，前首相马哈迪·莫哈末表示，1MDB借贷太多，而且缺乏透明度。随后，美国《华尔街日报》报导称有7亿美元（折合马币约26亿令吉）从此公司转入纳吉·阿都拉萨的私人户口，引发马来西亚国民哗然。1MDB贪腐案也涉及许多国家。马哈迪和时任副首相慕尤丁的阵营公开批评，导致马哈迪失去在国家机关和公司担任的职务，慕尤丁也丟失副首相职位。对此，纳吉与1MDB皆予以否认，纳吉更声称此事件为“政治迫害”。
2016年1月26日，总检察长莫哈末阿班迪阿里表示，上述争议款项是沙地阿拉伯王室2013年作为私人捐款送给纳吉的，而纳吉亦已将其中6.2亿美元退还王室。他说，纳吉没有违反任何法律，也不会受到任何制裁，此案到此为止。批评人士指出，一个由纳吉新任命的总检察长，如今宣告纳吉没有犯罪，虽然再次使纳吉政权恢复了“合法性”，但是笼罩在纳吉政权头顶上的“不信任阴云”丝毫没有消散。
2020年7月28日，吉隆坡高等法庭宣判，纳吉涉及一马弊案的SRC洗钱案的7项指控全部成立，判处监禁12年和罚款2亿1000万令吉，若无法缴付罚款则加监5年。
2015年9月22日，在野联盟希望联盟成立，由人民公正党、民主行动党以及从伊斯兰党分裂出来的国家诚信党组成。2017年3月14日，马哈迪·莫哈末领导的土著团结党加入希望联盟。2018年大選，前首相馬哈迪率領的希盟奪下國會（即下議院）的121席位，超過總席位的半數，成功执政，該聯盟推举的首相候選人馬哈迪成為马来西亚第7任首相，並終結納吉領導的國陣61年來的長期執政，完成首次政黨輪替。92歲的馬哈迪也因此成為當時全球最高齡的國家領導人。
2020年2月21日，希望聯盟政府倒台，引發政治危機。希望聯盟成員土著團結黨分裂，以主席慕尤丁為首的大多數成員稱土團黨退出希盟，與之前的執政聯盟國陣及未曾執政的伊斯蘭黨組成國民聯盟，並在3月1日正式組成新政府，由慕尤丁出任首相。然而慕尤丁得以在此次政治危機中任相充滿爭議，而前任首相马哈迪·莫哈末則形容慕尤丁的做法等同背叛。2021年8月，马来西亚国家元首苏丹阿都拉宣布接受慕尤丁呈辞及内阁总辞，并在该月委任巫统副主席依斯迈沙比里成为马来西亚第9任首相。依斯迈沙比里来自巫统但获得国民联盟支持，上任后便推行“大马一家”（Keluarga Malaysia）口号，其所属联盟国阵也在马六甲州选举及柔佛州选举中取得2/3的席位。虽然国阵在州选赢下许多席位，在2022年馬來西亞大選中却大敗。此次大选也使大馬首次出现懸峙政局，最终希盟和国阵联合以共组政府，一系列政治危機在安華被委任為第10任首相下才終結。
2021年12月14日，第12届砂拉越州选举投票日前四天，国会下议院一致通过《1963年马来西亚协议》（MA63）修宪案，让沙巴及砂拉越与西马半岛享有平等地位。

## 政治

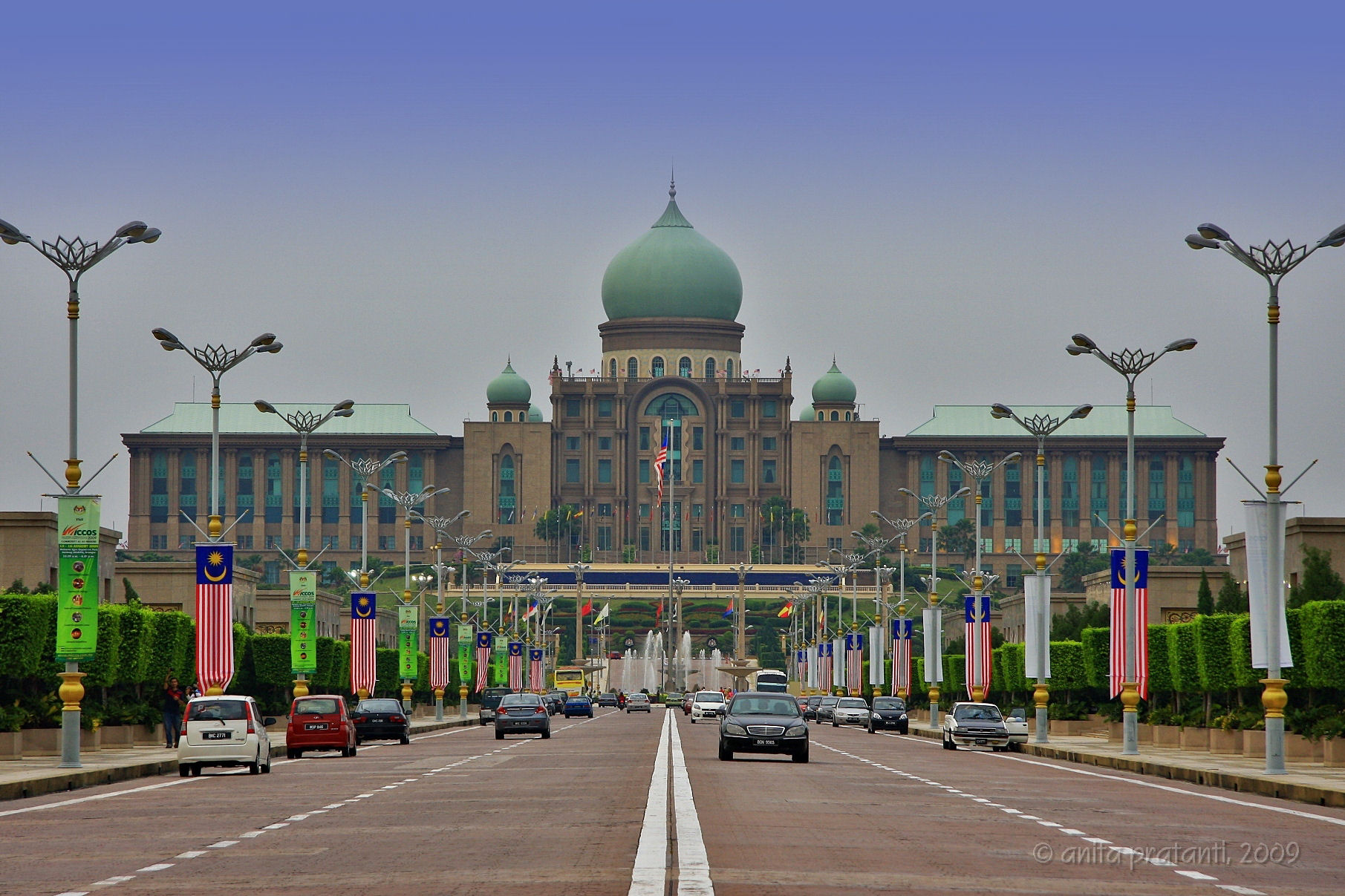
位於布城的布城首相署，其中有马来西亚首相辦公室

根据1957年7月2日正式宣佈的《马来亚联合邦宪法》，马来亚联合邦为君主立宪制国家，沿襲大英帝國的政治传統。1963年马来西亚成立後，將1957年宪法改名为马来西亚宪法，继续沿用。宪法的规定，奠定了马来西亚政治发展的基础。
马来西亚国家元首为最高元首，由九个马来州属的馬來统治者在统治者会议中选出，任期5年；其他四州則由州元首統治，並未參與這個最高元首选举。最高元首依首相的建议行使其职权，并拥有任命首相、拒绝批准和解散国会等裁量权，同时也是武裝部队名义上的最高统帅。
立法权區分為联邦與各州立法机构。马来西亚最高立法机构为国会，由下议院和上议院组成。下议院有222个议席，议员在全国大选由人民选出，任期5年。上议院有70名议员，其中44名由首相推荐給最高元首任命，另外26名由各州立法议会推派两名，任期3年。议会依循简单多数制進行选举，马来西亚根据宪法实行多党制的政党制度，但实际实行的却并非典型的多党制，而是一种由几个政党联合组成政党联盟执政的制度。这种政党联盟形式最早出现于1955年4月马来亚联邦独立前，当时的巫统、马华公会和马印国大党为谋求马来亚的独立成立了“联盟”，1957年马来亚联邦独立后，“联盟”即成为執政黨；1965年4月，为壮大力量，联盟同东马两州的“联盟党”结盟，组成了“马来西亚联盟”；1969年，联盟在大选中失利，后进行调整组建了一个新的政党联盟即国民阵线，从此在历次大选中都稳操胜券，一直到2018年5月9日大选才落败。国民阵线当初成立时有巫统、马华公会、印度人国大党等9个政党组成，后来政党的数目偶有增减变动，经过2018年大选后只剩4个成员党。各成员党保持相对的独立性，但受各成员党主席组成的国民阵线最高理事会领导，国民阵线的主席一般由巫统主席兼任。在大选中，各成员党以共同的政治主张和竞选宣言参加竞选，加强团结和战斗力，这使得国民阵线成为马来西亚最强大的执政党联盟。在以往的历次大选中，尽管朝野政党都展开了激烈的竞争，但基本上一直由巫统为首的政党联盟获得大部分的议席，但是第十二届馬來西亞大选，全国出現一场政治大海啸，国阵承受前所未有的打击，丧失国会议席三分之二的多數，更丢了五个州政府的控制权，反對派首次出現與執政聯盟抗衡的局面。至2015年为止，马来西亚的「兩大政治陣營」，為反對派人民联盟（民聯）和执政联盟國民陣線（國陣）。2015年9月22日，民聯解散，由希望联盟取而代之，并在2018大选中获胜成为执政联盟，并取得除玻璃市、吉打、霹雳、雪兰莪、馬六甲、森美蘭、柔佛、檳城與沙巴，共10州的政权。馬來西亞反對派按時任政府內閣的形式組建而成，設有与時任政府各部门对应的「影子內阁」。其成員將扮演制衡政府的角色，同時進行「政策监督」、擬定替代政策。
马来西亚最高行政机构为内阁，由首相领导。首相由最高元首从国会下议员中任命，通常由下议院多数党领袖担任。2020年代初引發一系列政治危機，在政變下更迭兩次政權，由國陣重歸政權，2022年馬來西亞大選後首次出現希盟和國盟在下議院懸峙政局。
马来西亚的司法机构独立於行政与立法机构。最高司法机构为联邦法院。最高法院于1985年1月1日正式成立，在这之前马来西亚案件可上诉到英国的枢密院。1994年6月最高法院改名为联邦法院。同时，联邦法院之下，也设立了上诉庭，紧接着为高庭（高等法庭），高庭可分为马来亚高级法院（负责马来西亚半岛）和婆罗洲高级法院（负责东马），各州设有地庭（地方法庭），州内的区又设有推事庭。另外还有特别军事法庭和穆斯林事务法庭（受穆斯林事务回教法令管制，马来西亚人普遍称为“伊斯兰法庭”）。馬來西亞的司法體系是以英國法為基礎。
两（邦）与十一个州中的九个马来州属各由一名世袭的马来统治者为元首，各州统治者称谓不同，为苏丹、拉惹或严端，而非马来州属（槟城和马六甲）、邦属（沙巴和砂拉越）州元首由最高元首任命。各州设立州政府和州议会，州议会两次大选间隔不超过5年，马来西亚除了砂拉越，其他各州的州议会选举通常与全国大选同时举行；但在未来马六甲和沙巴因提早解散议会也将不会同时与国选进行，而是在5年届满后履行。各州由州务大臣（马来州属）或首席部长（非马来州属）管理行政，由各州元首从州议员中任命，通常由州议会多数党领袖担任。
種族因素在馬來西亞政治扮演重要角色。政府所推行的新经济政策與1990年取代前者的國家發展政策，用以加強馬來西亞土著的地位。這些政策提供各種优惠待遇給馬來人，包括就机會、教育、奖学金、商业经营，以及以优惠價格购买住宅。雖然這些政策改進马來人的经济地位，但卻招來部份人的不滿，认为这使华人和印度人成为二等公民。

## 法律
马来西亚的法律法系为英美法系（普通法），而牵涉到穆斯林的穆斯林非刑事或非严重罪行的事务（如叛教、离婚、LGBTQ者行為）则由伊斯蘭法庭审理。《马来西亚聯邦宪法》和《1965年伊斯蘭法庭（刑事管轄權）法令》也限制了伊斯蘭法庭的權限。
马来西亚法律對持有毒品者會加以重刑，持有多于15克的海洛因，或多于30克吗啡或可卡因，或多于500克的大麻者，又或未经许可而制造任何数量之海洛因，吗啡或可卡因者，都会被处以唯一死刑－絞死。馬來西亞旅遊局的旅遊指南及飛往馬來西亞境內的所有航空公司都會在降落前和降落后廣播攜帶過多受管制藥物或攜帶毒品入境馬來西亞的嚴重後果。此外在马来西亚绑架或勒索都会被判处绞刑。
鞭刑是一种在马来西亚广泛施行的合法体罚。马来西亚刑事訴訟法第286至291项明文表明可以对10岁以上50岁以下的健康男性或50岁以上的男性强奸犯使用笞刑（英国留下来的传统），而当中成年人的最高刑罚是24鞭，18岁以下未成年人的最高刑罚则是10鞭，且不可分期执行。在马来西亚鞭刑的惩治对象不一定是重犯，不过鞭刑最主要是惩治毒犯、强奸犯及非法入境者。但大多数外国人无法理解这些严厉的刑法，马来西亚政府以及大部分马来西亚民众则认为严刑可有效制止罪案或破坏行为。曾在网上流传甚广的“马来西亚笞刑”短片中，推使马来西亚的8,000名律师要求政府废止笞刑。

### 法院
在马来西亚法律制度下，法院共分为5种，即：
- 马来西亚联邦法院
- 马来西亚上诉庭
- 马来西亚高等法庭
- 马来西亚地方法庭
- 马来西亚推事法庭
- 马来西亚伊斯兰法庭

## 外交關係

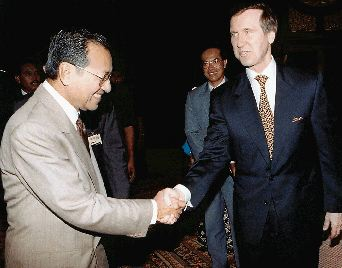
1998年1月2日，马来西亚首相马哈迪·莫哈末在吉隆坡与美国国防部长威廉·科汉会面

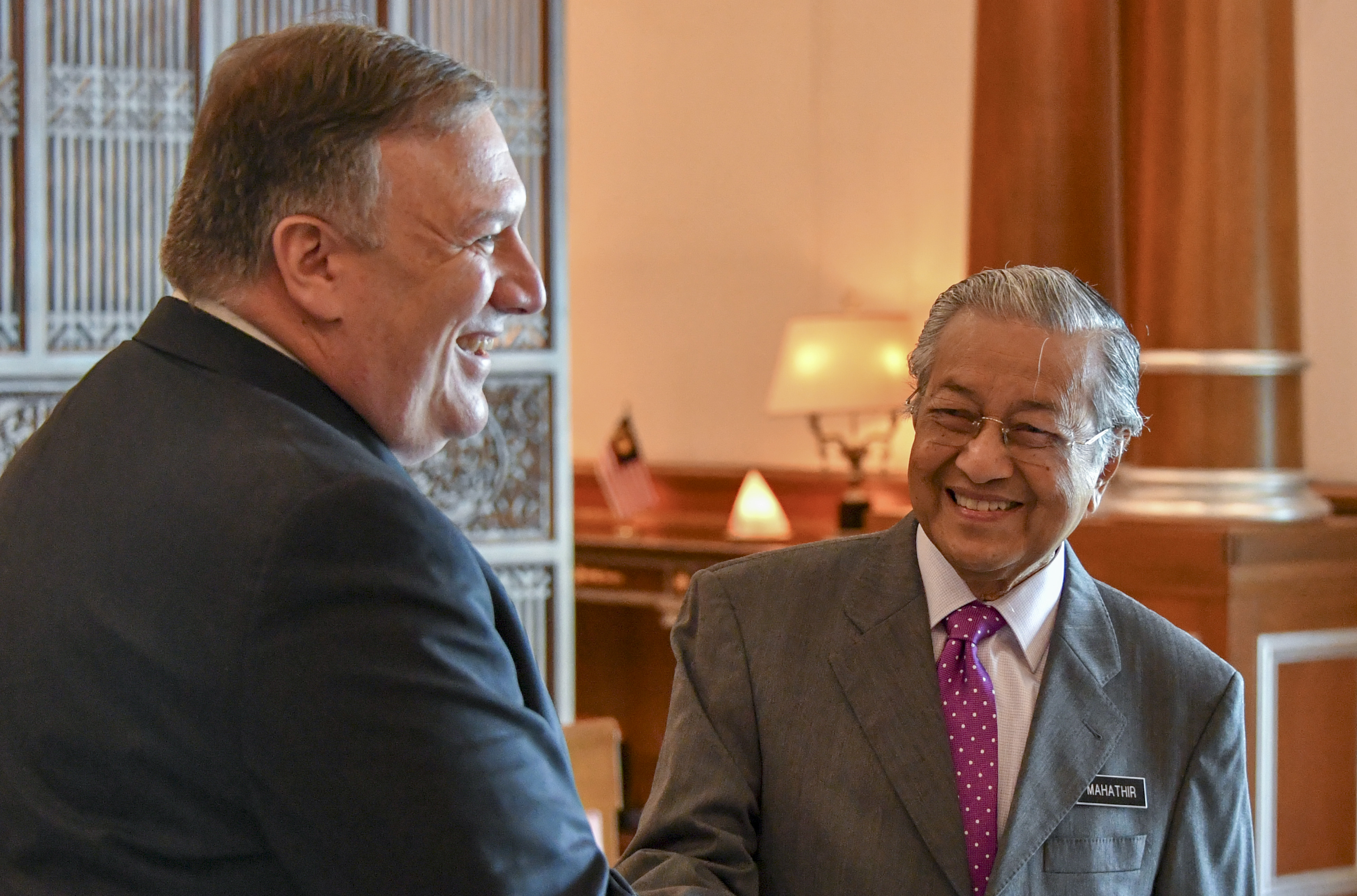
2018年8月3日首相马哈迪·莫哈末在布城與美國國務卿麥克·蓬佩奧會面

马來西亞的外交政策是依据中立原則，並與各種政治体制的國家維持和平关系。马来西亚寻求進一步發展與区域各國的關係，马來西亞政策的強力信條就是国家主权，以及該国控制內政的权利。
马来西亚对世界各国都保持一定的外交关系，與各國都相處融洽，除了以色列。而馬來西亞的護照中也有清楚的指示，馬來西亞国民不准擅自入境以色列，除非事先取得特殊许可。
马來西亚是东南亚国家联盟（ASEAN）與伊斯兰合作组织的創始国。並参与許多国际组织，例如联合国、亚洲太平洋经济合作会议、发展中八国组织以及不结盟运动（NAM）等。马來西亚曾担任东盟、伊斯兰會议组织與不结盟运动的主席国，也曾担任联合国安理会的非常任理事国。由于马来西亚過去曾是英国殖民地，因此马来西亚也是英联邦的成員国之一。

## 軍事

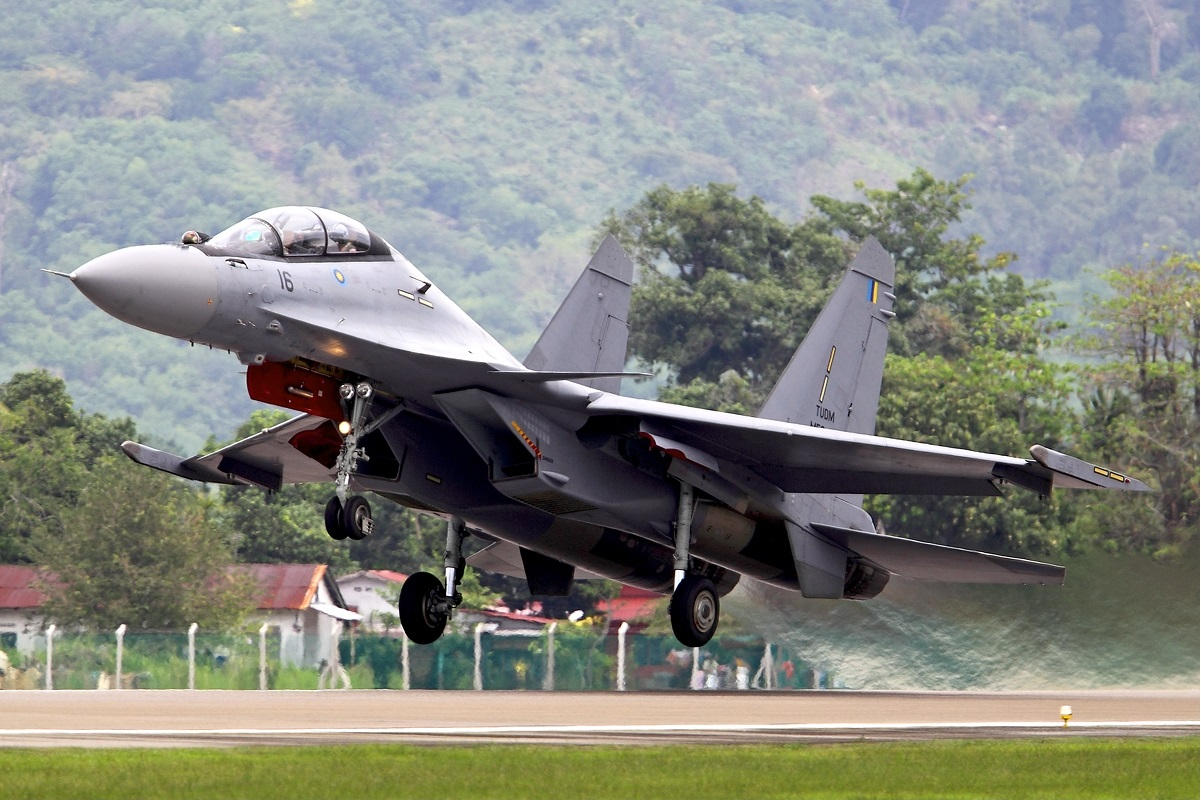
马來西亚皇家空军Su-30MKM與MB-339战斗机

马来西亚武装部队（英語：Malaysian Armed Forces（MAF））扮演的角色是保卫马来西亚国土的完整和主权的独立，随时应付一切可能发生的威胁；在国家内部发生动乱时，维持公共秩序；在发生自然灾害的时候给予援助；它也参与联合国维持和平部队的维和行动。馬來西亞在全球軍力排名中排名第41名。
马来西亚武装部队分为以下三个军种：
- 马来西亚陆军（英語：Malaysian Army（MA））
- 马来西亚皇家海军（英語：Royal Malaysian Navy（RMN））
- 马来西亚皇家空军（英語：Royal Malaysian Air Force（RMAF））

馬來西亞武裝部隊的名义上的最高统帅是马来西亚最高元首；统领海、陆、空三军。主要参与的军事行动有五国联合防卫和联合国维和行动，军队也曾经参与阿富汗战争协助美军攻击基地组织以及塔利班政权，此外军队也参与监视各伊斯兰极端恐怖组织。

## 联邦州及直辖区

### 現州属
| - 柔佛 - 吉打 - 吉兰丹 - 马六甲 - 森美蘭 - 彭亨 - 檳城 | - 霹靂 - 玻璃市 - 雪蘭莪 - 登嘉樓 - 聯邦直轄區 吉隆坡 - 聯邦直轄區 布城 - 聯邦直轄區 納閩 |

### 現邦属
- 沙巴
- 砂拉越

### 曾加入联邦之州属
- 新加坡（从1963年加入至1965年退出）

### 曾考慮加入联邦之州属
- （最终未成功加入）

馬來西亞一共由2個邦属 11州和3個聯邦直轄區組成。州下设有县，婆罗洲邦属的两邦省省下设县县下设副县，巫金或称乡，而部分州也设有副县，拥有较大的自治权利。
| 玻璃市 吉打 槟城 吉兰丹 登嘉樓 霹雳 雪蘭莪 森美兰 马六甲 柔佛 彭亨 砂拉越 沙巴 纳闽 吉隆坡 布城 西马 东马 蓝色代表州属 红色代表联邦直辖区 南中国海 马六甲 · 海峡 泰国湾 苏禄海 西里伯斯海 汶莱 印度尼西亚 菲律宾 新加坡 泰国 |

| 邦属旗帜        | 邦徽                    | 邦名   | 馬來文名稱 | 首府   | 馬來文名稱 | 人口      | 面積（k㎡） | 馬來人/土著（%） | 華人（%） | 印度人（%） | 其他（%） | 外籍人士（%） |
| --------------- | ----------------------- | ------ | ---------- | ------ | ---------- | --------- | ----------- | ---------------- | --------- | ----------- | --------- | ------------- |
| Flag of Sarawak | Coat of arms of Sarawak | 砂拉越 |            | 古晉市 |            | 3,222,140 | 124,450     | 71.28            | 23.55     | 0.29        | 0.38      | 4.7           |
| Flag of Sabah   | Coat of arms of Sabah   | 沙巴   |            | 亚庇市 |            | 3,889,342 | 73,631      | 61.31            | 9.25      | 0.22        | 1.52      | 27.7          |

| 州屬旗帜                | 州徽                            | 州名   | 馬來文名稱 | 首府         | 皇城                       | 人口      | 面積（k㎡） | 馬來人/土著（%） | 華人（%） | 印度人（%） | 其他（%） | 外籍人士（%） |
| ----------------------- | ------------------------------- | ------ | ---------- | ------------ | -------------------------- | --------- | ----------- | ---------------- | --------- | ----------- | --------- | ------------- |
| Flag of Perlis          | Coat of arms of Perlis          | 玻璃市 |            | 加央市       | 亚娄                       | 253,800   | 821         | 86.28            | 7.81      | 1.17        | 2.34      | 2.4           |
| Flag of Kedah           | Coat of arms of Kedah           | 吉打   |            | 亞羅士打市   | 安南武吉                   | 2,163,800 | 9,500       | 76.26            | 13.31     | 7.15        | 1.17      | 2.1           |
| Flag of Penang          | Coat of arms of Penang          | 檳城   |            | 乔治市       |                            | 1,766,800 | 1,048       | 42.65            | 41.52     | 9.8         | 0.38      | 5.8           |
| Flag of Perak           | Coat of arms of Perak           | 霹靂   |            | 怡保市       | 瓜拉江沙                   | 2,504,900 | 21,035      | 55.29            | 29.49     | 11.93       | 0.29      | 3.0           |
| Flag of Selangor        | Coat of arms of Selangor        | 雪蘭莪 |            | 莎亚南市     | 巴生                       | 6,472,441 | 8,104       | 55.39            | 27.74     | 13.1        | 0.77      | 7.7           |
| Flag of Negeri Sembilan | Coat of arms of Negeri Sembilan | 森美兰 |            | 芙蓉市       | 神安池                     | 1,130,164 | 6,686       | 57.81            | 21.88     | 14.33       | 0.38      | 5.7           |
| Flag of Malacca         | Coat of arms of Malacca         | 馬六甲 |            | 馬六甲市     |                            | 922,210   | 1,664       | 64.09            | 25.29     | 5.94        | 0.48      | 4.2           |
| Flag of Johor           | Coat of arms of Johor           | 柔佛   |            | 新山市       | 麻坡                       | 3,742,283 | 19,210      | 54.13            | 30.88     | 6.52        | 0.37      | 8.1           |
| Flag of Pahang          | Coat of arms of Pahang          | 彭亨   |            | 關丹市       | 北根                       | 1,665,817 | 36,137      | 75.05            | 15.39     | 4.18        | 0.38      | 5.0           |
| Flag of Terengganu      | Coat of arms of Terengganu      | 登嘉楼 |            | 瓜拉登嘉楼市 | 瓜拉登嘉楼                 | 1,230,377 | 13,035      | 95.25            | 2.55      | 0.2         | 0.1       | 1.8           |
| Flag of Kelantan        | Coat of arms of Kelantan        | 吉兰丹 |            | 哥打峇鲁市   | 哥打巴鲁(在古邦阁亮的王宫) | 1,856,801 | 15,099      | 91.68            | 3.26      | 0.29        | 0.57      | 4.2           |

| 联邦直辖区旗帜       | 联邦直辖区徽章       | 联邦直辖名 | 馬來文名稱 | 首府   | 馬來文名稱 | 人口      | 面積（k㎡） | 馬來人/土著（%） | 華人（%） | 印度人（%） | 其他（%） | 外籍人士（%） |
| -------------------- | -------------------- | ---------- | ---------- | ------ | ---------- | --------- | ----------- | ---------------- | --------- | ----------- | --------- | ------------- |
| Flag of Kuala Lumpur | Seal of Kuala Lumpur | 吉隆坡     |            | 不適用 | 不適用     | 1,794,621 | 243         | 41.59            | 39.14     | 9.33        | 0.54      | 9.4           |
| Flag of Labuan       | Seal of Labuan       | 納閩       |            | 不適用 | 不適用     | 99,208    | 91          | 70.06            | 11.22     | 0.75        | 1.67      | 16.3          |
| Flag of Putrajaya    | Seal of Putrajaya    | 布城       |            | 不適用 | 不適用     | 90,413    | 49          | 95.75            | 0.68      | 1.17        | 0.1       | 2.3           |

## 地理

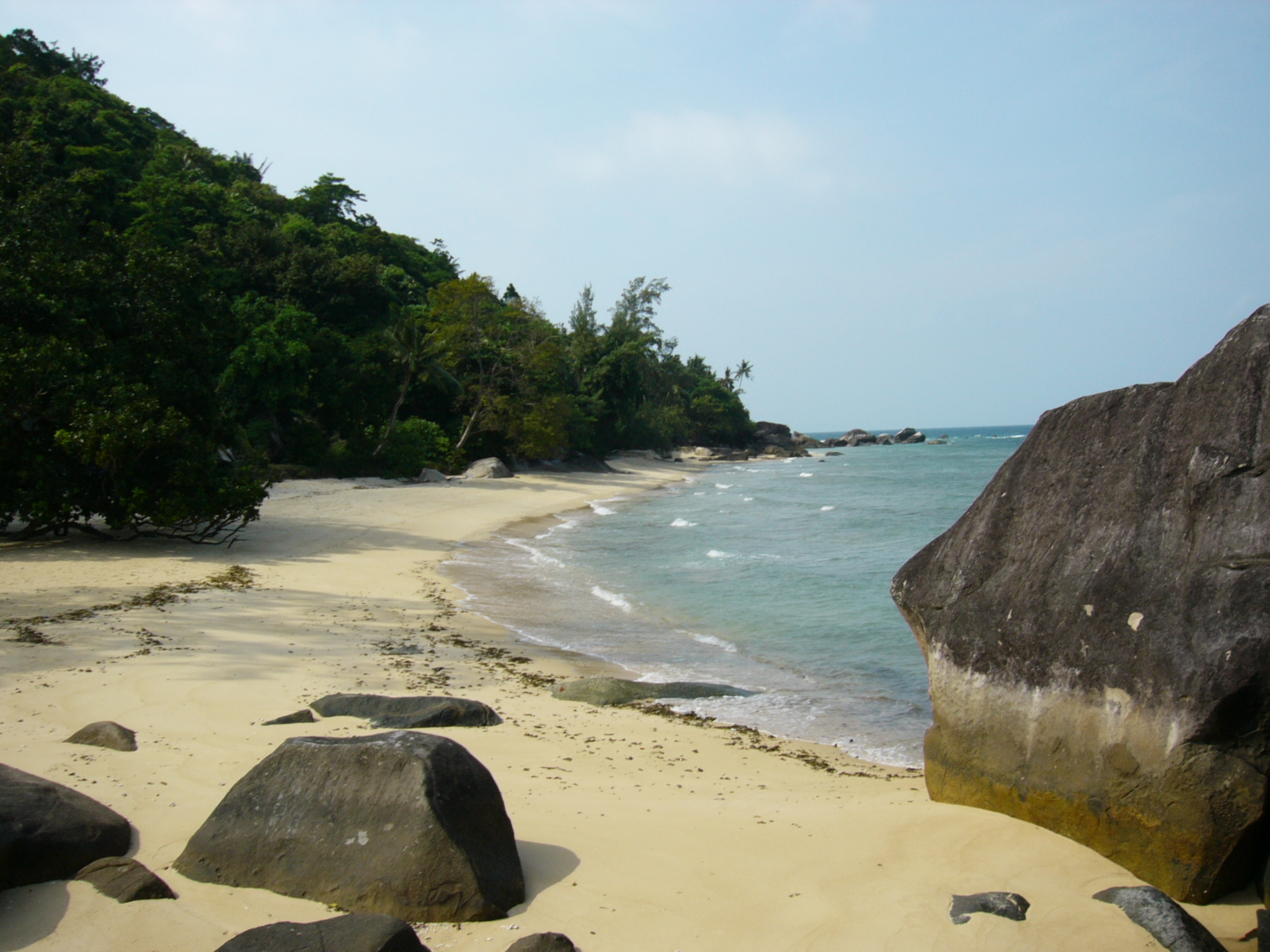
馬來半島東岸彭亨州的刁曼岛海灘景色

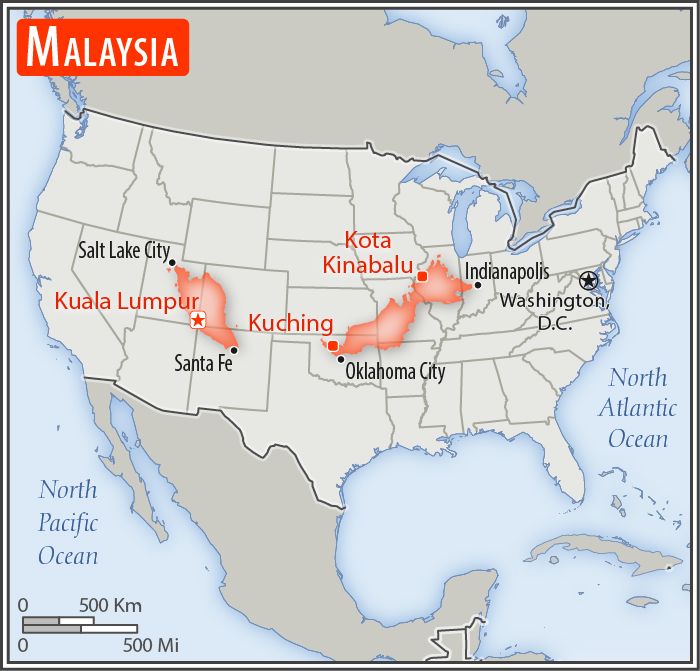
马来西亚与美国领土比较

馬來西亞的人口是世界第43位，領土是世界第67位，人口3,170萬，土地面積330,803平方公里。位于赤道北部，緯度介於北緯1度线與北緯8度线（有一小塊區域在1度以南），经度介于東經99度线與东经120度线之间。马来西亚主要由東馬及西馬（马来西亚半岛）组成，中间隔着南中国海。陸地相接的邻国有西馬北部的泰国，以及東馬的汶莱和印尼。並與南方的新加坡通過柔佛海峡相連接，領海鄰接越南與菲律賓。陸地邊界現在已清楚劃定，並大略依據地理特徵來界定，其中包括玻璃市河和哥樂河（Golok River）。马来西亚也对部分南海島嶼如弹丸礁主张擁有主權，但海域疆界依然有待繼續協商。馬來西亞是唯一在亞洲大陸與馬來群島都擁有領土的國家，位於柔佛州南部笨珍县的丹绒比艾是亞洲大陸的最南端。馬六甲海峽位於蘇門答臘與马来西亚半岛中間，是来往东西方的海運渠道。
马来西亚大部分的沿海地区都是平原，中部则是布满茂密热带雨林的高原。西馬約佔全國陸地面積40%，從北到南延伸740公里，最寬的部份是322公里東西海岸地區是由蒂迪旺沙山脈所區隔。這是屬於半島中心地帶的一系列山脈的一部份。這座山脈也是马来西亚半岛某些河流的源頭，其中计有彭亨河和吉兰丹河。圍繞西馬的海岸平原最寬達50（31英里），半島的海岸線長度將近1,931（1,200英里）。
東馬位於婆羅洲，具有長達2,607（1,620英里）公里的海岸線。區分為海岸區域、丘陵與河谷，以及內陸山區。克洛克山脉由砂拉越向北延伸，穿過沙巴中央，將它分成東西兩邊。京那峇鲁山位於這座山脈。京那峇鲁山海拔4095.2公尺，是馬來西亞最高的山峰，由京那峇鲁国家公园所保護，這是聯合國教育、科學及文化組織指定的世界遺產。這些山脈的最高一層構成了馬來西亞與印度尼西亞的疆界。砂拉越具有姆祿洞穴，這是世界最大的洞穴群。
馬來西亞包括許多島嶼，如槟城（Penang）、浮罗交怡（Langkawi）、邦咯岛（Pangkor Island）、吉胆岛（Pulau Ketam）和东马的納閩（Labuan）直辖区。
马来西亚靠近赤道，气候潮湿炎热，属赤道多雨气候。每年四月至十月间吹西南季候风，十月至二月间吹东北季候风，但季风现象不显着。由於環繞著海洋，氣溫溫和。溼度往往較高，每年平均降雨量為250（98英寸）。
吉隆坡是馬來西亞的金融首都與最大城市。布城是聯邦行政首都。即使聯邦政府已有許多行政與司法機構搬遷到布城（以纾解吉隆坡逐漸增加的擁擠情況），吉隆坡依然被認定為這個國家的首都，因為国会座落在此。它也是马来西亚主要的商业及经贸中心。其他主要城市包括乔治市、新山、亚庇、古晋、馬六甲市、怡保、芙蓉市、亚罗士打及哥打峇鲁。

## 经济

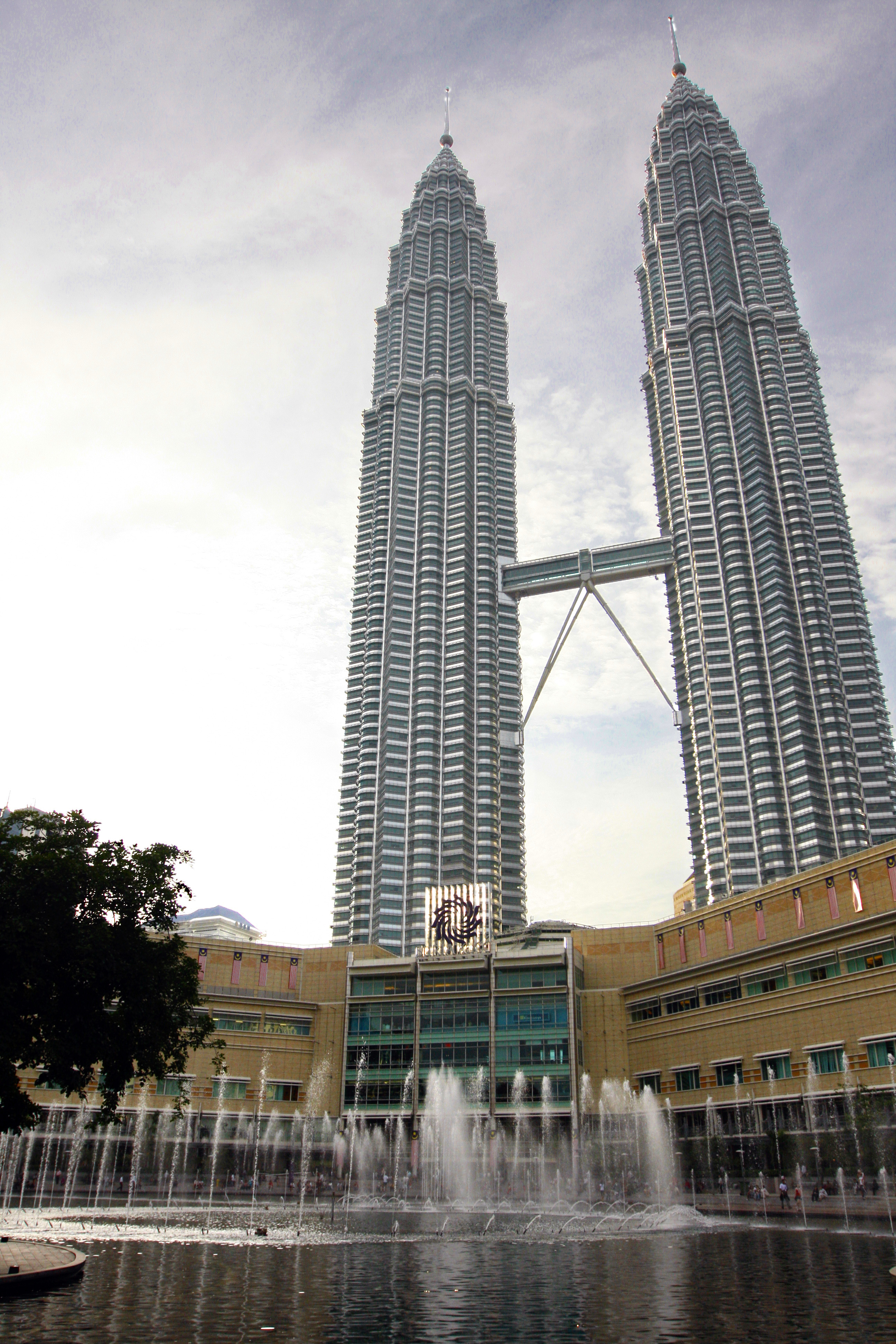
雙峰塔

馬來西亞是相對開放的以國家利益為導向與新興工業化市場經濟體。國家透過宏觀經濟計劃，在指引經濟活動上發揮了重要作用，但其重要性逐漸下降。馬來西亞擁有亞洲最佳的經濟紀錄，國內生產總值從1957至2005年，每年平均增長6.5%。2007年，馬來西亞是東南亞第二大經濟體，並且依據購買力平價是全球第29位的經濟體，國內生產總值淨額在2008年是2,220億美元。2007年之後，維持5%－7%的成長率。2009的國民平均所得是14,900美元。2009年的國內生產總值是3,836億美元，每人平均國內生產總值是8,100美元。
在1970年代，先前以礦產與農業為基礎的馬來西亞經濟，在马哈迪的领导下開始轉型朝向多領域的經濟。從1980年代，工業領域已主導馬來西亞的經濟成長。高水平的投資扮演重要的角色。在1997年亞洲金融危機，馬來西亞經濟的恢復比起鄰近國家更快速，而且已恢復到危機前的人均國內生產總值14,800美元（购买力平价）。經濟不平等不只存在於不同的社會階級，也存在於不同的族群之間，例如華人佔有馬來西亞70%的市場資本，即使他們的人口只佔不到全國三分之一。

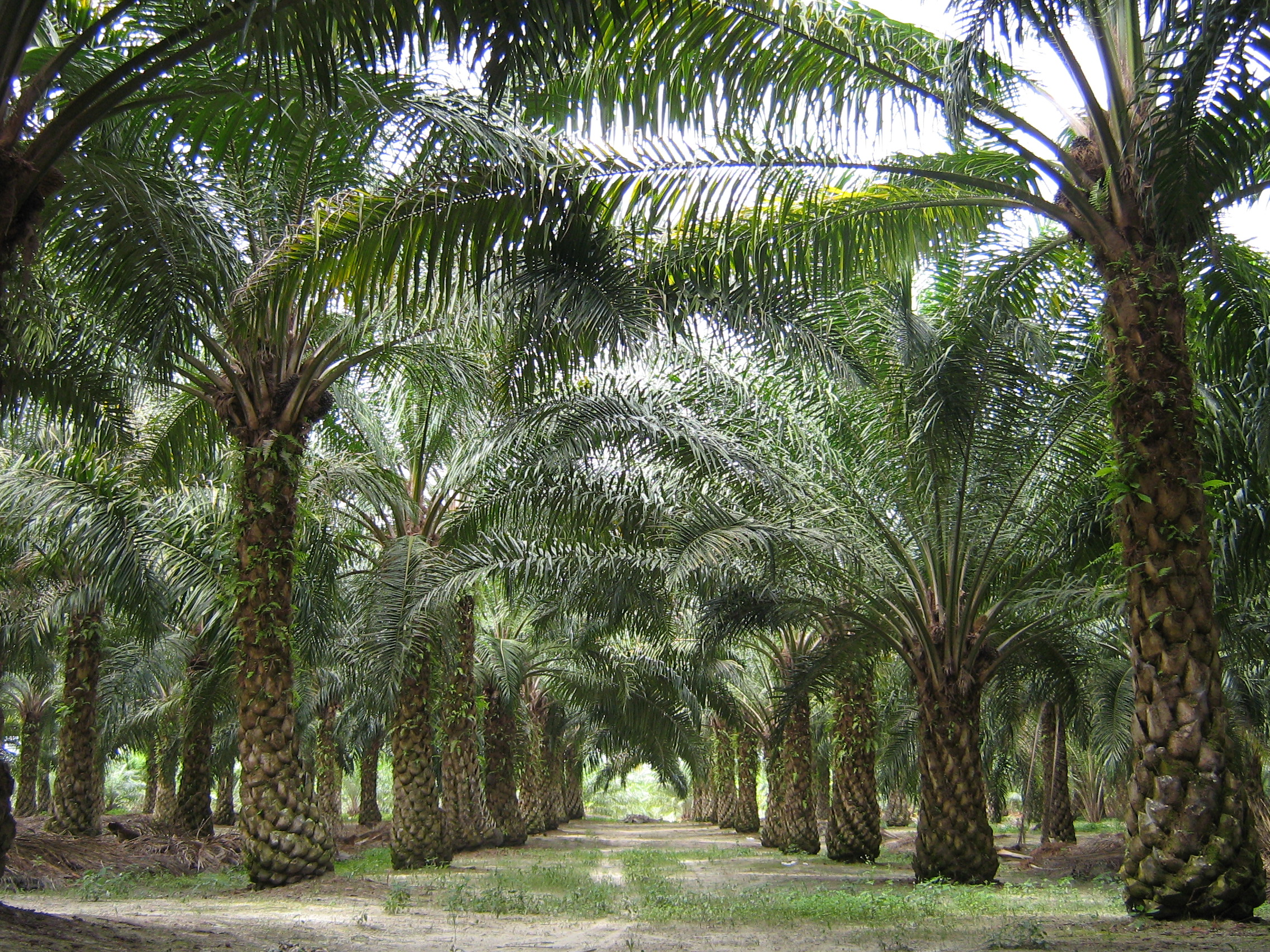
油棕。種植業使得馬來西亞名列世界最大棕油生產國之一

緊鄰馬六甲海峽航線所產生的國際貿易以及製造業是這個國家經濟的關鍵領域。
馬來西亞是一個自然和農業資源的出口國，最值錢的出口物資是石油。有一段時間，它是世界上的錫、橡膠和棕櫚油的最大生產國。製造業對國家經濟有很大的影響，雖然馬來西亞的經濟結構已逐漸遠離製造業。為了使經濟多樣化，並使馬來西亞的經濟減少對於出口貨物的依賴，政府正推動馬來西亞的旅遊業。因此，旅遊業已成為馬來西亞的第三大的外匯收入來源，但它正受到成長中的工業經濟所造成的空氣和水源污染以及森林砍伐所威脅。大馬已發展成為伊斯蘭銀行的一處中心，而且該國在伊斯蘭銀行擁有最多的女性勞工。知識經濟服務也正在擴張。

### 基礎建設

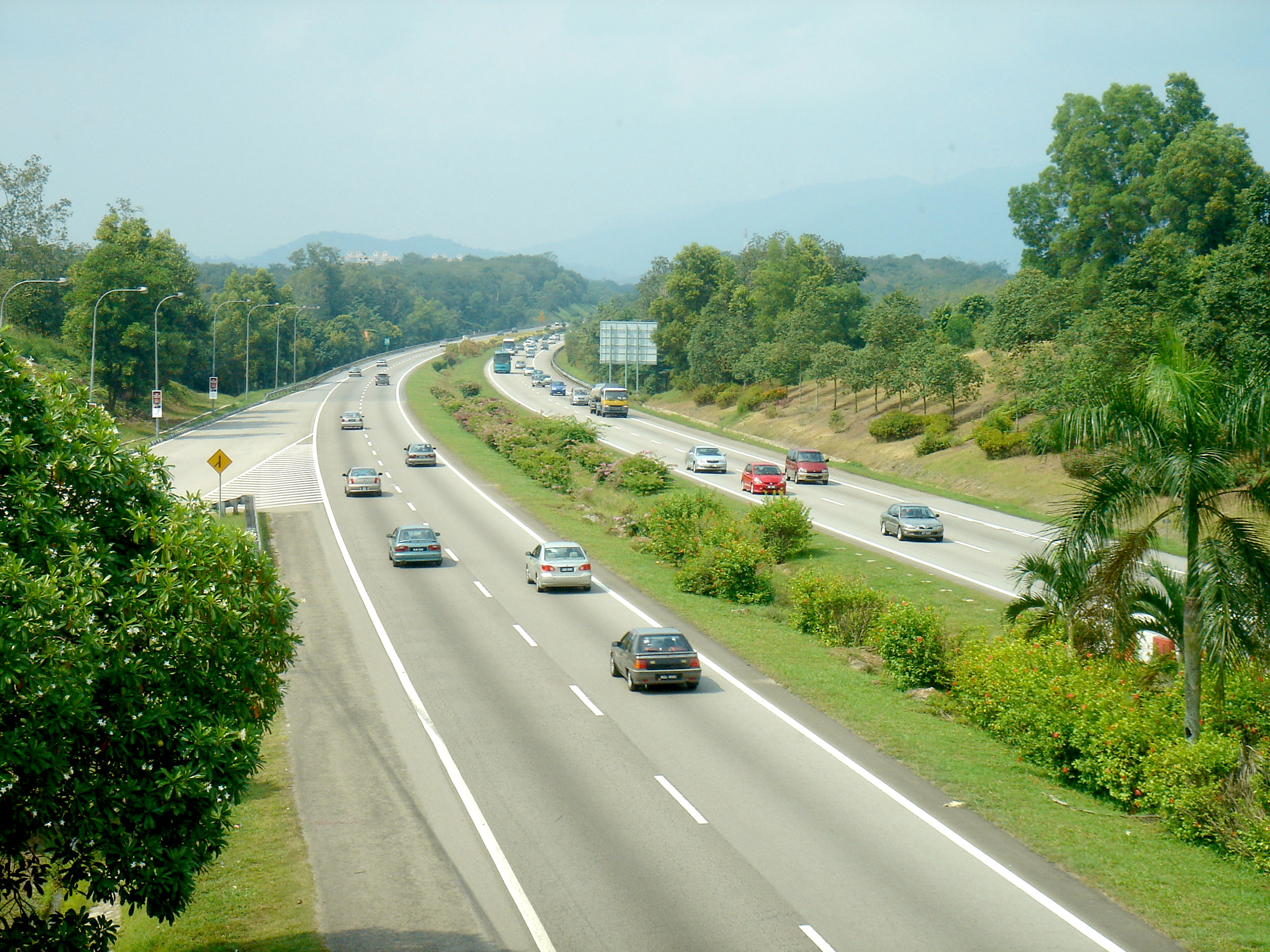
南北大道是一条贯穿马来西亚半岛西海岸的高速公路

馬來西亞是亞洲基礎建設较發達的國家之一。該國的電信網路在東南亞僅次於新加坡，有470萬固網用戶，超過三千萬的手機門號。馬來西亞具有七座國際港口，其中最大的港口为位于雪兰莪巴生市的巴生港，其他主要港口有柔佛依斯干达公主城的丹绒柏勒巴斯港、槟城港、关丹港、中国港和TNB。马来西亚境内共有约莫兩百座工業區。全國有超過95%的人民可享用乾淨水源。在殖民時期，發展工作集中在大城以及某些有安全顧慮的區域。雖然乡村地区一直是重大發展的焦點，但是乡村依然落後，例如馬來西亞半島的东海岸。
電訊網路即使在都市區域相當龐大，但是鄉村居民很少有機會受惠，国内主要的电讯公司为国营的马电讯，其他公司如明讯、数码网络、U Mobile等也提供互联网服务。2017年，马来西亚政府提升固定宽频的网速，到了2018年，第三代移动通信系统（3G）和第四代移动通信系统（4G/LTE）在国内的覆盖率别达94.7%及79.7%；高速宽频（HSBB）的涵盖范围也从2015年的350万栋建筑物增加至2018年的550万栋，在世界网速排名榜上升至全球排名第28名。为了满足对宽带网日益增长的需求，因特网数字用户线路，互联网协议，虚拟私人网络以及异步传输模式等媒体和技术都在全国范围内得到广泛的应用。马来西亚也在2021年12月由马来西亚国家数字有限公司（DNB）正式开跑第五代移动通信系统（5G/NR）数据网络服务，目前服务覆盖范畴包括布城、赛城及吉隆坡部分地区，期望在2024年马来西亚国内的5G网络可覆盖全国80%的人口。
馬來西亞的公路網涵蓋98,721（61,342英里），並包括長達1,821（1,132英里）的高速公路和大道。該國最長的高速公路是南北大道，全長约800（497英里），介於泰國邊界與新柔长堤之間。其他主要的高速公路有横跨槟威海峡的槟威大桥和二桥（东南亚最长的跨海桥梁），东海岸的东海岸大道、巴生谷地区的新巴生河流域大道、白蒲大道和柔佛新山市的东疏大道和马新第二通道高速公路。相較於西馬，东马的公路系統較不發達，品質也較差，目前泛婆罗洲高速公路也正在建设中，全程将不收费。
馬來西亞境内共有118座機場，其中38座鋪設硬面跑道，主要的国际机场位于吉隆坡－雪邦、槟城、亚庇、古晋和新山－士乃。马来西亚的國家航空公司是馬來西亞国际航空，提供國際與國內航班，此外有兩家馬來西亞被私营化的航空公司，即亚洲航空和飞萤航空。鐵路系統由國營的马来亚铁道所拥有，總長1,849（1,149英里）。铁路线分布于西海岸以及东海岸内陆地区，而巴东勿刹站（临近泰国）至金马士站的铁路均已复线电气化，并备有电动列车川行。位于东马的沙巴设有一条蒸汽式铁路，从丹南至该州首府亚庇，而砂拉越则没有铁路。
吉隆坡是目前该国唯一设有城市轨道交通的城市，系统综合了各种交通载具如、通勤列车、轻快铁、单轨铁路、捷运和快捷巴士等城市轨道交通，位于十五碑的吉隆坡中央车站是该国最大的火车站和公交枢纽，备有通往吉隆坡国际机场（机场快铁）和梳邦机场（天空花园线）的机场铁路服务。此外，乔治市、新山和古晋也有意建造城轨系统，其中新山将会设有以快捷巴士为主的公交系统，并有一条地铁线通往新加坡；乔治市和古晋则有待中央政府审核。马来西亚也将会设立高速铁路，唯这项计划和经过东海岸海岸的铁路计划因政权轮替后被中央政府检讨后缩小规模。
傳統上，馬來西亞的能源生產主要依靠煤炭、石油與天然氣。該國目前具有13GW的發電能力。然而，馬來西亞的天然氣儲量只剩下33年，石油儲量只剩下19年。為因應這個情況，馬來西亞政府正致力於可再生能源目前的發電量有16%來自水力發電，其餘84%來自火力發電。。石油及天然氣工業目前由國營石油公司国油所掌控，而且整個能源部門由馬來西亞能源委员会所管理，這是依據2001年能源委员会法所成立，掌管半島及沙巴的能源。
马来西亚全国共有1,486所警察局单位、以及316所消防局、406所公私立医院和3,224所公立诊所。

## 人口
巫裔佔57.9%，华人占22.6%，印度人佔6.6％，其他馬來西亞土著佔12.2％。根據憲法定義，馬來人是實行馬來風俗文化（習慣法）的穆斯林。他們在政治上具有主導權。土著地位也授予某些非馬來的原住民，包括泰人、高棉人、占族和沙巴和砂拉越的土著。非馬來土著在砂拉越佔一半以上人口，在沙巴超過三分之二。半島也存在著為數較少的原住民群體，在那裡他們被統稱為「半島原住民」。關於誰能獲得原住民地位的各州法律規定有所不同。

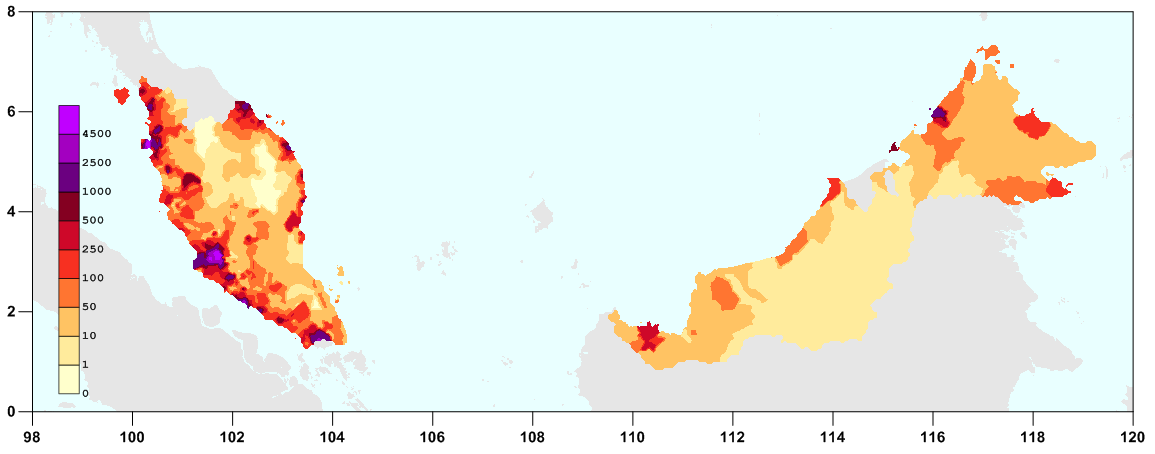
馬來西亞人口密度（人／平方公里）

马来西亚华人所佔之比例曾一度高達40%，雖然在建國後人數也增長了3倍左右，但在重視教育、移民受限、经济节育因素等原因的影响下而造成華人所佔人口比例逐漸下降。但歷史上直至今日，華人仍是經濟發展和知識工商業方面佔主導地位的社群，佔檳城、怡保、吉隆坡、詩巫、芙蓉及新山大多數人口，而怡保及檳城也保留了豐富的中華傳統文化。印度人在19世紀初開始遷移到現在的馬來西亞。印度人社群大部分為泰米爾人，其他還有錫克人，以及同當地馬來人的混血後代仄迪人。許多歐洲人與中東人分別透過通婚進入基督教與穆斯林社群。大多數亞歐混血馬來西亞人的祖先追溯到英國、荷蘭或葡萄牙殖民者。馬來西亞公民權大多是依據屬地主義而授予。基於移民法令，在東馬來西亞的沙巴和砂拉越兩邦的公民權有別於馬來亞半岛。每位公民滿12歲時，發給一張生物識別智能芯片身份證，稱為大马卡，必須隨時攜帶。
马来西亚的預期壽命為75.1歲，女性比男性略高。只有6.5%的人口在65歲以上，約23.8%是15歲以下。在這個國家東西兩半的人口分佈極不平衡。人口集中在馬來亞半岛，而全國人口已于2014年突破3,000万，其中就有2,000萬居住在半岛，和70%的人口居住在城市。由於勞力密集產業的興起，全國估計有300多萬外籍勞工，約占國家人口的10%。根据沙巴的非政府組織，在沙巴超過300萬的人口當中，有200萬人是非法移民。
此外，根據美國難民與移民署公佈的《2008年世界難民調查》，馬來西亞所承擔的難民和尋求庇護者約155,700人。其中約有70,500名難民和尋求庇護者來自菲律賓，69,700名來自緬甸，21,800名來自印尼。

| 马来西亚最大城市与城镇排名 马来西亚统计局2020年人口普查数据 | 马来西亚最大城市与城镇排名 马来西亚统计局2020年人口普查数据 | 马来西亚最大城市与城镇排名 马来西亚统计局2020年人口普查数据 | 马来西亚最大城市与城镇排名 马来西亚统计局2020年人口普查数据 | 马来西亚最大城市与城镇排名 马来西亚统计局2020年人口普查数据 | 马来西亚最大城市与城镇排名 马来西亚统计局2020年人口普查数据 | 马来西亚最大城市与城镇排名 马来西亚统计局2020年人口普查数据 | 马来西亚最大城市与城镇排名 马来西亚统计局2020年人口普查数据 | 马来西亚最大城市与城镇排名 马来西亚统计局2020年人口普查数据 | 马来西亚最大城市与城镇排名 马来西亚统计局2020年人口普查数据 |
|                                                             | 排名                                                        | 名称                                                        | 州属                                                        | 人口                                                        | 排名                                                        | 名称                                                        | 州属                                                        | 人口                                                        |                                                             |
| ----------------------------------------------------------- | ----------------------------------------------------------- | ----------------------------------------------------------- | ----------------------------------------------------------- | ----------------------------------------------------------- | ----------------------------------------------------------- | ----------------------------------------------------------- | ----------------------------------------------------------- | ----------------------------------------------------------- | ----------------------------------------------------------- |
| 吉隆坡 加影                                                 | 1                                                           | 吉隆坡                                                      | 联邦直辖区                                                  | 1,982,112                                                   | 11                                                          | 怡保                                                        | 霹雳                                                        | 759,952                                                     | 威省 梳邦再也                                               |
| 吉隆坡 加影                                                 | 2                                                           | 加影                                                        | 雪兰莪                                                      | 1,047,356                                                   | 12                                                          | 芙蓉                                                        | 森美兰                                                      | 681,541                                                     | 威省 梳邦再也                                               |
| 吉隆坡 加影                                                 | 3                                                           | 威省                                                        | 槟城                                                        | 946,092                                                     | 13                                                          | 依斯干达公主城                                              | 柔佛                                                        | 575,977                                                     | 威省 梳邦再也                                               |
| 吉隆坡 加影                                                 | 4                                                           | 梳邦再也                                                    | 雪兰莪                                                      | 902,086                                                     | 14                                                          | 关丹                                                        | 彭亨                                                        | 548,014                                                     | 威省 梳邦再也                                               |
| 吉隆坡 加影                                                 | 5                                                           | 巴生                                                        | 雪兰莪                                                      | 902,025                                                     | 15                                                          | 双溪大年                                                    | 吉打                                                        | 545,053                                                     | 威省 梳邦再也                                               |
| 吉隆坡 加影                                                 | 6                                                           | 新山                                                        | 柔佛                                                        | 858,118                                                     | 16                                                          | 安邦再也                                                    | 雪兰莪                                                      | 531,904                                                     | 威省 梳邦再也                                               |
| 吉隆坡 加影                                                 | 7                                                           | 莎亚南                                                      | 雪兰莪                                                      | 812,327                                                     | 17                                                          | 亚庇                                                        | 沙巴                                                        | 500,425                                                     | 威省 梳邦再也                                               |
| 吉隆坡 加影                                                 | 8                                                           | 乔治市                                                      | 槟城                                                        | 794,313                                                     | 18                                                          | 马六甲市                                                    | 马六甲                                                      | 453,904                                                     | 威省 梳邦再也                                               |
| 吉隆坡 加影                                                 | 9                                                           | 八打灵再也                                                  | 雪兰莪                                                      | 771,687                                                     | 19                                                          | 山打根                                                      | 沙巴                                                        | 439,050                                                     | 威省 梳邦再也                                               |
| 吉隆坡 加影                                                 | 10                                                          | 士拉央                                                      | 雪兰莪                                                      | 764,327                                                     | 20                                                          | 亚罗士打                                                    | 吉打                                                        | 423,868                                                     | 威省 梳邦再也                                               |

### 宗教
| 馬來西亞宗教   | 馬來西亞宗教   | 馬來西亞宗教 | 馬來西亞宗教 | 馬來西亞宗教 |
| -------------- | -------------- | ------------ | ------------ | ------------ |
| 宗教           | 宗教           |              | 百分比       | 百分比       |
| 遜尼派伊斯蘭教 | 遜尼派伊斯蘭教 |              | 63.5%        | 63.5%        |
| 佛教           | 佛教           |              | 18.7%        | 18.7%        |
| 基督宗教       | 基督宗教       |              | 9.1%         | 9.1%         |
| 印度教         | 印度教         |              | 6.1%         | 6.1%         |
| 華人民間宗教   | 華人民間宗教   |              | 1.3%         | 1.3%         |
| 宗教不明       | 宗教不明       |              | 1.0%         | 1.0%         |
| 無宗教         | 無宗教         |              | 0.7%         | 0.7%         |
| 其他宗教       | 其他宗教       |              | 0.4%         | 0.4%         |

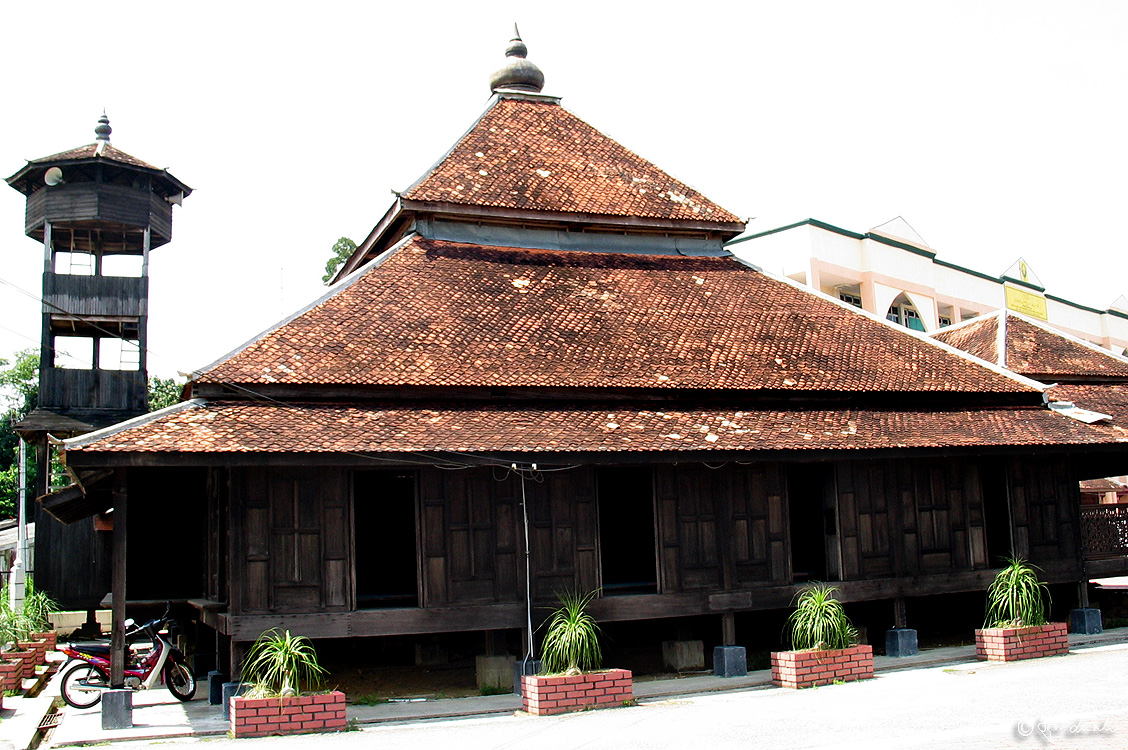
原位於吉兰丹道北的甘榜勞勿清真寺，是馬來西亞現存最古老的清真寺之一，且追溯到18世紀早期

馬來西亞憲法保障宗教自由，但規定伊斯蘭教（回教）遜尼派為國教。根據2020年人口和房屋普查的數據，約63.5%的人口信奉回教；18.7%人口為佛教徒；9.1%基督徒6.1%人為印度教徒；1.3%人為儒教、道教和其它傳統的華人民間宗信仰追隨者。其它則是包括幾種信仰，包括泛靈論、民间宗教和錫克教；而1.1%的人沒有任何宗教或沒有提供任何訊息。
依據馬來西亞憲法第160條，所有的馬來人被認定為信仰伊斯蘭教的穆斯林。2020年人口普查的統計數據顯示，在華人人口當中，83.6%登記為佛教徒，接下來是基督宗教（11.1%），道教、儒教還有其他華人民間信仰則是（3.4%），在某些華人人口比例最高的區域例如檳城，也有較小規模的伊斯蘭教社群。大部份的印度人信奉印度教（86.2%），接下來是基督宗教（6.0%）、伊斯蘭教（4.1%，信奉伊斯蘭教的印度人一般被称为為“mamak”）等等。在非馬來的原住民社群中，主要宗教是伊斯蘭教（46.5%）和基督教（40.4%），沒有宗教信仰的人有4%，道教和其他華人民間宗教有3.9%等。
回教徒在宗教事務方面，必須遵守伊斯蘭法庭的各項決定。伊斯蘭教法官將按照沙斐儀派的法律學派，這是馬來西亞主要的麦兹海布 。
伊斯蘭法庭的司法管轄權只限於穆斯林事務，如婚姻、繼承、離婚、叛教、改宗和監護權等。伊斯蘭法庭具有類似於馬來西亞法院的層次結構，但它並不管轄其他刑事或民事罪行。儘管民事法院（包括聯邦法院）是此地最高層級的法律機構，但它們並不審理有關伊斯蘭習俗的事項。

### 语言
馬來西亞的官方語言稱為馬來西亞語，一種標準化的馬來語。英語在過去較長的一段時間，曾經是實際上的官方語言，但在1969年種族騷亂（五一三事件）後，馬來語成為主要語言。即便如此，马来西亚依旧是英语世界国家。在馬來西亞社會的許多領域，英語依然是一種非常活躍的第二語言，而且在部分的公立學校，英语被使用为數學、科學、理科系和资讯科技系項目（數理）的教學語言。在2017年马来西亚教育部的新课纲开始，中学中一的數學和科學被改為以馬來語教學，中学理科系的生物学、物理学、化学，资讯科技系的电脑科学等依旧继续以英语教学。馬來西亞英語也稱為馬來西亞標準英語（MySE），是源自英國英語的一種英語型態，雖然這個名稱除在教育有關的討論外，很少在正式场合使用。在企業也廣泛使用馬來西亞英語，以及大馬式英語（Manglish），一種口語化的英語形式，帶有很重的馬來語、華語及淡米爾語的影響。政府不鼓勵馬來語的錯誤使用，並對那些混合馬來語和英語的公共標示牌處以罰款。馬來西亞亦有設華文學校，即課堂除以馬來語及英語教學之外亦會以中文（主要為華語）作爲教學語言，主要為當地華人而設。
在馬來西亞存在許多其他語言，其中包括有137種語言的使用者。西馬包括41種語言。東馬的原住民部族有自己的語言，這與馬來語有關，但容易區別。在砂拉越主要部族語言是伊班話，而在沙巴原住民則是說杜顺语言。
與鄰國新加坡不同，馬來西亞政府並沒有限制當地華人使用方言。馬來西亞華人多講來自中國南方各省的漢語，較常見的包括福建話（泉漳片閩南語）、粵語、客家話、海南話、潮州話、福州話（閩東語南片）、广西话、莆田话等，以及1980年代後馬來西亞華社受新加坡講華語運動影響而推廣的華語。
泰米爾語主要由泰米爾人所使用，佔馬來西亞印度人的多數。馬來西亞泰米爾語是一個顯著的方言，不同於在印度泰米爾語，加進許多來自馬來語的詞彙。其他南亞語言以及泰語也廣泛使用於馬來西亞。
有一小群馬來西亞人具有高加索人種祖源，並說著克里奧爾語，例如以葡萄牙語為基礎的馬六甲克里奧爾語，以及西班牙語為基礎的查瓦卡诺语。

### 教育
馬來西亞非常注重国民教育。教育屬於聯邦政府管轄範圍。国家政府设计的教育系統包括非強制性的幼兒園教育，六年強制性小學教育，以及五年強制性的中學教育。
根據馬來西亞法律，如家長不讓子女接受六年強制性小學教育，可能会被教育部以虐待兒童罪名提告。截止2019年，马来西亚境内一共有7,773所公立小学和2,438所公立中学。
国立的小學分為兩種，即国民型小学與国民小学。国民型小學又分为国民型华文小学与国民型淡米尔文小学。这两种小学分别采用中文或淡米尔文為教学媒介語。
除了英語之外，国民小學所有的科目都使用馬來語為教學媒介語。馬來西亞也有一些私立的小学，为数不多，但近几年呈现增长趋势。
小学实行六年学制。小学生在晉升中學之前，必需在第六年須參加小六鉴定考试。馬來西亞教育部为了加強學生們的高層次思維技能（簡稱KBAT），也多番改进此考试格式。在小六检定考试中，馬來語不及格的考生在升上中学时需先就讀為期一年的中學預備班。（此鑑定考試已在2020年廢除）
中學教育為期5年。國民中學（简称国中或“SMK”）使用馬來語為主要教學媒介語，但馬來文以外的其他語言除外。
除此之外，马来西亚还有81所国民型华文中学（简称华中或“SMJK”），亦称改制中学。这类中学的学生大多数为国民型华小的毕业生，因此大部分学生来源为华裔。
华中在办学上与国中存在差异，其中华中明文规定校长一职需由华裔出任，而大多数华中的每星期华文课节数皆位于160分钟－200分钟。在一些华裔人口密度相对较高的地区，例如槟城，有些华中的每星期华文课节数甚至高达270分钟－300分钟。
相比之下，大多数国中皆没有教授华文课，如有则大多数安排在课余时间，选择报考华文的学生必须在放学后留堂上华文课。然而，少数华裔人数较多的国中会将华文课排入正课时间表内，但节数只有120分钟－180分钟。
在中三時，學生将报考初中檢定考試（簡稱“PMR”）。不過，這項考試已在2014年廢除，改為没有选填题的中三評估（簡稱“PT3”）。此项评估也于2020及2021年因新冠疫情而取消，2022年正式废除。
此後中學生會在中五時參加馬來西亞教育文憑（简称“SPM”）考試。這相當於先前英國殖民時代的普通或'O'級考試（'O' level）。政府已決定放棄使用英語进行数理科教学，從2012年開始恢復為馬來語，惟考試時學生仍可使用英文作答数理科試卷。。然而，仍有部分中学，包括所有国民型华文中学仍在中小学双语教学课程计划（“DLP”）下使用英语教导数理科。。
除此之外，马来西亚也有大约60间的华文独立中学，主要由华人赞助维持创办的，如新山宽柔中学与居鑾中華中學。独中的运作是由华校董事联合会总会和华校教师会总会（合称董教总）负责，也就是马来西亚华校董事联合会总会。
在引進大學預科班制度之前，想要進入政府公立大學的學生，必須完成額外的18個月中學中六教育，並參加馬來西亞高等教育文憑考试（“STPM”），相當於英國的高級或普通教育文憑高級程度。
1999年，政府开始引進大學預科班課程，使之成為中六以外的另一個選項。在大學預科班修完為期10個月課程的學生，即可報讀本地大學。然而，大學預科班僅保留10%的名額給非土著學生。
马来西亚政府提供的小学与中学教育皆免费。2003年、2004年教育经费开支约190.33亿令吉和215.17亿令吉，2005年教育经费预算为231.1亿令吉。2003年，小学适龄儿童入学率为98.5%，10岁以上人口识字率为95%。每18名小学生一名教师，每16名中学生一名教师。全国有马来亚大学、马来西亚理科大学等20所國立高等院校，近年来私立高等院校（例：拉曼大学和拉曼大学学院等）的發展蓬勃，擁有包括6所外國大學分校在內的私立高校662间。2003年在校大学生29.05万人。全国共有470多家公共图书馆，藏书1,130万册。

### 衛生保健
馬來西亞政府十分重視公共衛生保健的擴張和發展，投入了1％的政府預算用於這個社會部門的發展。此外，马来西亚的医保也被誉为全球最好的医保政策，马来西亚国民在前往公立医院或诊所看门诊也只需要缴付1令吉（相等于0.35美元）的象征性收费，且药物也不另外收费。政府也試圖將這個國家提升為區域和國際的衛生保健中心。马来西亚的新生兒死亡率在2005年為千分之10，非常接近美國和西歐的水準。在2008年，马来西亚出生時的預期壽命為74歲。
马来西亚衛生的主要問題是许多乡村地區仍欠缺醫療中心，而政府試圖藉由發展並擴充一套遠距初級保健體系來解決這個問題。另一個問題是醫師過度開立處方藥物，雖然這个问题逐渐获得改善。

#### 18歲及以上國民歷年三高肥胖比例
下表參考來源：
| 年份                 | 高膽固醇 發生率（%）          | 高血壓 發生率（%）                                                    | 高血糖 發生率（%）                                                           | 超重與肥胖 發生率（%） |
| -------------------- | ----------------------------- | --------------------------------------------------------------------- | ---------------------------------------------------------------------------- | --- |
| 1996                 | /                             | /                                                                     | /                                                                            | 21.1 |
| 2006                 | 2006年至2015年同              | 2006年至2015年同                                                      | 2006年至2015年同                                                             | 43.1 |
| 2006                 | 35.1—43.9（≥30歲）            | 32.7—43.5（≥30歲）                                                    | 15.2—20.8（≥39歲）                                                           | 43.1 |
| 2011                 | 35.1—43.9                     | 32.7—43.5                                                             | 15.2—20.8                                                                    | 44.5 |
| 2015                 | 47.7960萬人—56.8              | 30.3610萬人—39.8                                                      | 17.5350萬人—22.5                                                             | 47.7960萬人 *17.7330万人肥胖 *30560万人超重 |
| 2023 （所佔總人口%） | 33.3750萬人                   | 29.2670萬人                                                           | 15.6360萬人                                                                  | 50萬人有三高及肥胖症 |
| 2023 （所佔總人口%） | 170萬人有三高，340萬人有二高  |                                                                       |                                                                              | 50萬人有三高及肥胖症 |
| 變化率               | 2006至2015年                  | 2006至2015年                                                          | 2006至2015年                                                                 | 1996至2015年 |
| 變化率               | ≥18歲▲130% ≥30歲▲101%         | ≥18歲▼6% ≥30歲▼15%                                                    | ≥18歲▲51% ≥39歲▲48%                                                          | ≥18歲▲126% |
| 備註                 | *女性达52.5%，而男性则有43.5% | *乡区居民为33.5%，城市居民则有29.3% *男性发病率达30.8%，女性则是29.7% | *三大種族依序為印裔22.1%、巫裔14.6%及华裔12% *女性18.3%发生率则比男性16.7%多 | *女性较易肥胖即20.6%，男性只有14.9% *男性较易超重达31.6%，女性则有28.3% *肥胖与超重率中以布城人民达62.8%为榜首，尔后为马六甲53.7%及玻璃市52.5%。 |

#### 2014年国民主要死因
下表參考來源
| 序号 | 死因                       | 百分比 | 人数   |
| 1    | 心脏病                     | 13.5%  | 10,432 |
| 2    | 肺炎                       | 12%    | 9,250  |
| 3    | 脑血管疾病                 | 7.1%   | 5,474  |
| 4    | 败血症                     | 6.1%   | 4,698  |
| 5    | 交通意外                   | 5.6%   | 4,304  |
| 6    | 气管、支气管和肺的恶性肿瘤 | 2.3%   | 1,741  |
| 7    | 肝脏疾病                   | 1.8%   | 1,395  |
| 8    | 慢性下呼吸道疾病           | 1.6%   | 1,219  |
| 9    | 夭折                       | 1.6%   | 1,219  |
| 10   | 乳腺恶性肿瘤               | 1.4%   | 1,061  |
| 其他 | 其他                       | 47.3%  | 36,572 |
| 总计 | 总计                       | 100%   | 77,365 |

## 文化

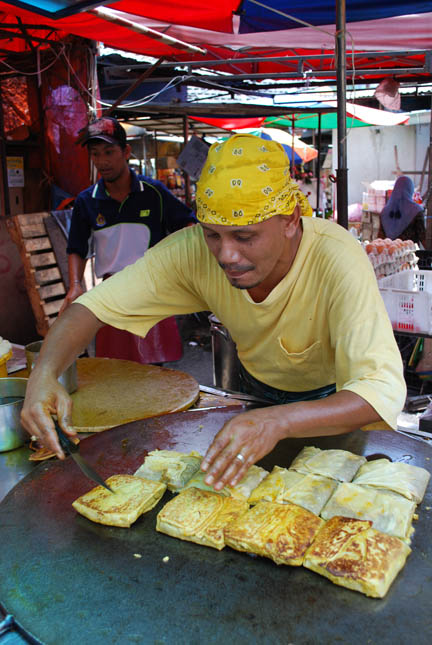
在吉隆坡，廚師正在製作印度煎餅，這種煎餅混合著雞蛋、小肉片和洋蔥

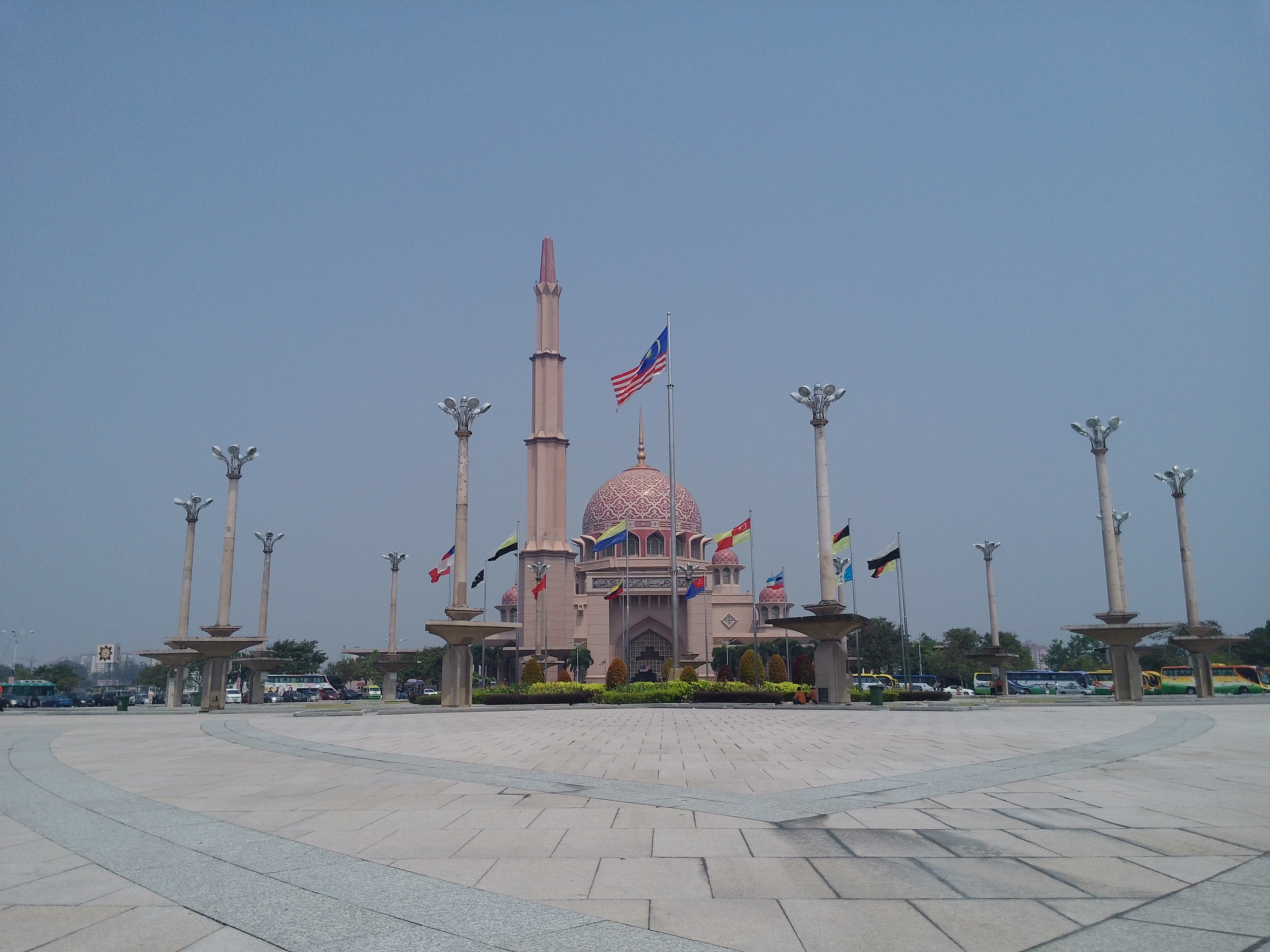
布城的一所清真寺

馬來西亞是個多元族群、多元文化和多元語言的社會。最早的文化源自於當地的原住民部族，隨後馬來人搬到這裡。中華文化和印度文化所具有的實質影響力，可追溯到外國貿易開始活躍於這個區域之時。對於馬來西亞文化產生重大影響的其他文化，包括波斯、阿拉伯與英國文化。由於政府的政治結構，再加上社會契約的理論，對於少數族群產生了最低限度的文化同化。
1971年，政府創立一套“國家文化政策”。這項政策明確界定了馬來西亞的文化，指出它的基礎必須建立在馬來西亞土著的文化，它可能包括來自其他文化的適當元素，而且伊斯蘭教必須在馬來西亞文化扮演重要角色。這套政策也提升了馬來語言優於其他語言的地位。政府對於文化的干預，導致非馬來人的不滿，他們覺得自己的文化自由遭到減損。華人與印度人的社團組織都向政府提交備忘錄，指責政府制訂一個不民主的文化政策。
馬來西亞與鄰國存在著一些文化爭端，尤其是印尼。這兩個國家共同具有類似的文化資產，分享許多傳統，甚至馬來語與印尼語。然而在某些事情上常發生爭執，從烹飪菜餚到馬來西亞國歌。印尼對於保護本國的文化遺產，抱有強烈的感情。馬來西亞政府和印度尼西亞政府已召開會議，化解一些由於重疊文化而產生的緊張局勢。相比较而言馬來西亞沒有這麼強烈的感覺，在那裡大多數人認識到，有許多文化價值是共享的。

### 藝術音樂

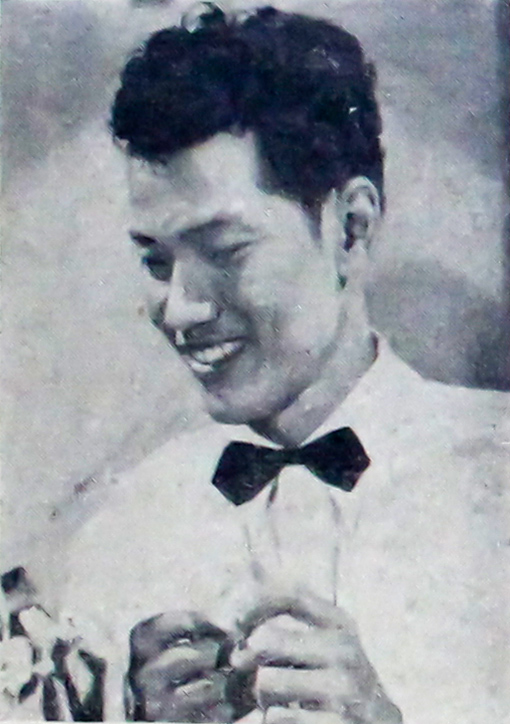
比·南利，马来西亚巨星，有“伟大艺人”的美誉

馬來西亞傳統藝術，主要是集中在雕刻、編織、銀器。傳統藝術的範圍從農村的手工編籃到馬來宮廷的銀器。常見的藝術品裝飾包括马来短剑、檳榔套，蠟染編織。東馬土著最廣為人知的是木製面具。每個族群都具有不同的表演藝術，它們之間幾乎沒有重疊。不過，馬來藝術確實顯示出北印度的影響，這是由於印度的歷史影響。
馬來傳統音樂和表演藝術似乎起源於吉蘭丹－北大年地區，具有來自印度、中國、泰國和印度尼西亞的影響。音樂的基礎是打擊樂器，最重要的是Kendang（一種鼓）。至少有14種傳統鼓。鼓等傳統打擊樂器，而且往往由天然材料製成。音樂在傳統上用來講故事、慶祝生命週期事件以及某些場合，例如一場豐收。曾經被用來長途通信。在東馬來西亞，以鑼為基礎的音樂團體，如阿貢和kulintang常用於儀式，如葬禮和婚禮。這些樂團也常見於鄰近地區，如在菲律賓南部、印尼加里曼丹和文萊。馬來西亞半島南部的柔佛州，有一個明顯受阿拉伯和波斯影響的藝術表演，如扎宾（Zapin）與Hamdolok，樂器如Gambus和Samrah。

### 文學
馬來西亞有堅強的口語傳統，自從書寫文字到來之前就已存在，一直持續到今天。每個馬來蘇丹國建立了自己的文學傳統，受到先前存在的口語故事以及連同伊斯蘭傳入的故事所影響。華人與印度文學隨著他們的人口在馬來西亞的增加而逐漸變得常見，而且從19世紀開始，開始由華文或印度文產生本地作品，英文也成為常見的文學語言。印刷機的出現是一個關鍵，讓更多人能夠看到文學作品，先前文學作品都是手抄本，有錢人才買得起。然而，在懂得英文的馬來皇族，以及只能夠讀馬來文的中低階層之間依然有一條界線。1971年，政府採取步驟，界定了不同語言文學。以馬來文書寫的文學作品稱為“馬來西亞民族文學”（national literature of Malaysia），以其他土著語言寫成的文學稱為“區域文學”（regional literature），而採用其他語言的文學稱為“地方文學”（sectional literature）。馬來詩高度發達，並採用多種形式。Hikayat的形式很受歡迎，pantun的形式已從馬來語傳到其他語言。
最早的馬來文學是以爪夷文寫成。已知最早的馬來書寫作品是登嘉樓石碑，在1303年雕成。比較有名的作品是《馬來紀年》（Malay Annals，馬來文稱為Sulalatus al-Salatin 或Sejarah Melayu）。它最早的記錄是在15世紀，雖然自那時以來歷經多次編輯。漢都亞是另一個經典故事，依據當時發生的事情所書寫。這兩本書都被提名為世界遺產項目，列在聯合國教育、科學及文化組織（教科文組織）的「世界記憶」計劃之下。直到19世紀，馬來西亞文學的生產主要集中在皇室的故事。在此之後，它擴大到其他領域。

### 美食
馬來西亞的美食反映著其人口的多元族群成份。來自該國境內和周邊地區的許多文化，對於美食有著極大影響。大部分的影響力來自馬來人、華人、印度、泰國、爪哇和蘇門答臘的文化，大多由於這個國家位於古代香料貿易路線上。馬來西亞美食和新加坡與文萊相似，而且相似於菲律賓美食。新加坡以潮州及閩南人為主，因此食物口味都偏向潮州和福建口味；大馬方面，則以閩南、廣東、客家人為主，甚至也有廣西人及福州人，因此在食物口味上是比較豐富，不同的州屬有不同的菜餚，而且在馬來西亞的食物往往有別於原產地的菜餚。
有時在各族群的原有文化所看不到的食物，也融入這個族群文化的成分之中，例如在馬來西亞的華人餐廳也供應馬來菜餚。來自某個文化的食物，有時採用其他文化的烹煮風格，這意味著雖然許多馬來西亞食物可追溯到某個特定文化，但它們已具有自己的獨特身分。米飯常見於許多菜餚之中。也經常使用辣椒，但不見得會讓這些美食變辣，霹靂太平就是一個標準的古城也很多美食。

### 假日與節慶

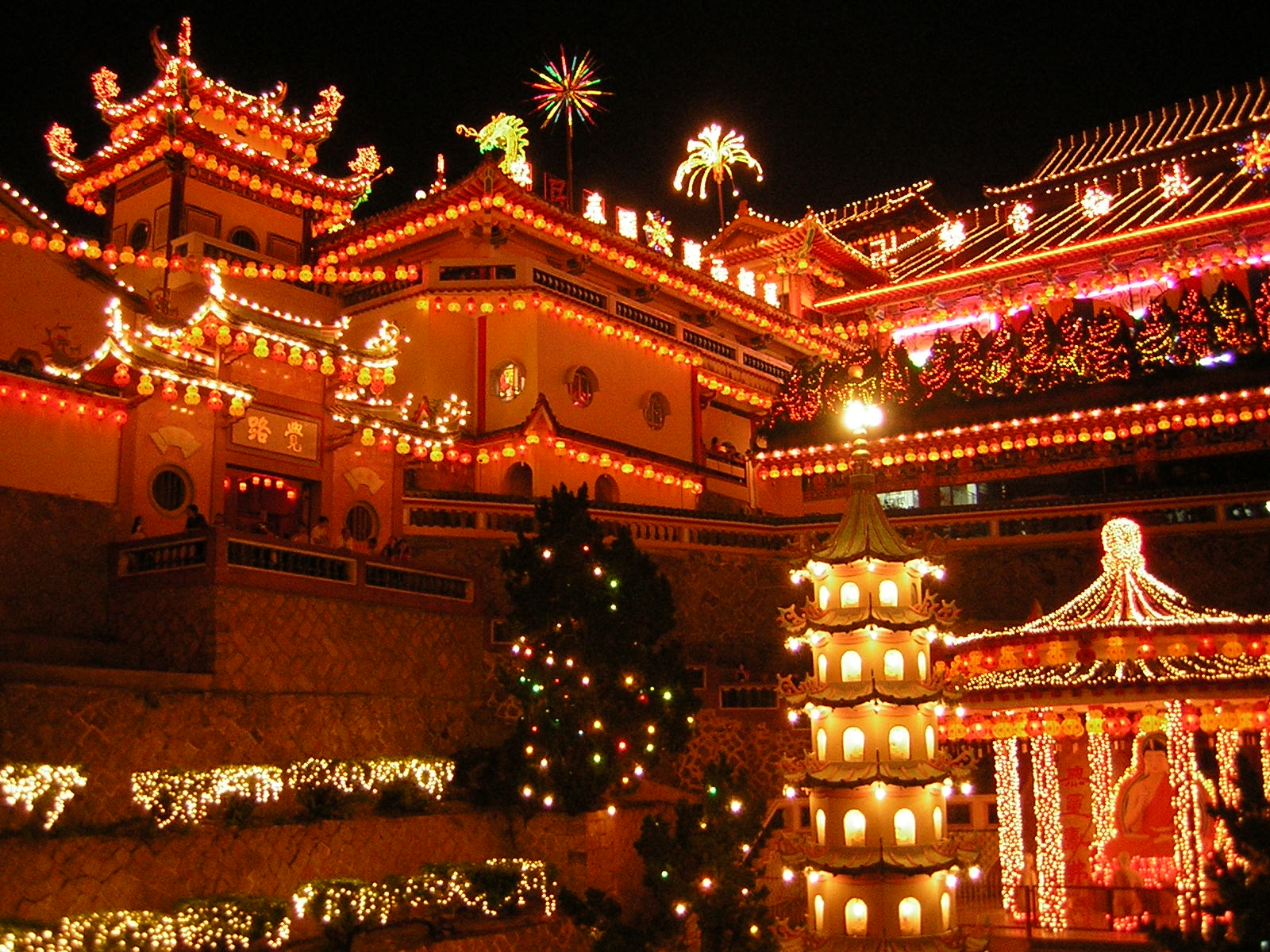
東南亞規模最大的寺廟－檳城極樂寺燈火輝煌，迎接華人新年

马来西亚是一个多元种族组成的国家，马来西亚人一整年庆祝许多假日和节庆活动。有些节日是由联邦宪报公布的公共假期，有些是由个别州属所公布的公共假期。
最受到人們重视的节日是每年8月31日的独立日，纪念马来亚联合邦于1957年从英国独立。除此之外马来西亚成立日也是近年来备受重视的日子，以纪念1963年9月16日马来亚联合邦、沙巴、砂拉越和新加坡共同成立新的一个国家（新加坡随后于1965年退出）。劳动节（五月一日）、最高元首诞辰日（六月第一個星期六）和各州苏丹/最高统治者/拉惹/州元首诞辰日也是其他值得注意的日子，因为这3天是马来西亚全國法定假期。马来西亚的公共假期有农历新年、开斋节、屠妖节、圣诞节等等。
由于伊斯兰教是马来西亚三大宗教之一，因此，穆斯林的主要节日都会是公共假期，如开斋节（Hari Raya Puasa或Hari Raya Aidilfitri）、哈芝节（Hari Raya Aidiladha）、回曆元旦（回历新年，Awal Muharram）、可兰经降世日和穆罕默德诞辰日。
马来西亚华人依然保存着中华文化，大馬华人都会庆祝所有华人传统节日包括农历新年、元宵节、清明节、中元节、中秋节、冬至、端午节等等，但只有农历新年被列为公共假期。南傳佛教徒则会在每年5月的第一个月圆日盛大庆祝卫塞节。除此之外，一些宗教节日如玉皇诞又稱天宮誕、天后诞、九皇大帝诞辰和诸神诞辰都会大肆庆祝。
大马印度人会庆祝屠妖节这个象徵光明的節日。而在大宝森节这个宗教仪式可看到朝圣者从全国各地聚集在黑风洞）。
马来西亚的基督教社群与全球基督教徒一样，会庆祝圣诞节、万圣节和复活节。东马人也庆祝丰收节，砂拉越称为达雅丰收节（Gawai），沙巴则称为卡达山丰收节。
在马来西亚其他小社群也会庆祝自己的节日，如锡克族会庆祝他们的锡克新年。由于各宗教的历法不同，因此有时会有两个节日落在同一天或同一个星期的情況，而创出新的节日名词。例如农历新年和开斋节落在同一天时，会被称为“恭喜Raya”，屠妖节和开斋节落在同一天时，会被称为“Deepa-Raya”
。然而，将两种节日合在一起庆祝的行为遭到伊斯兰保守派如伊斯兰党的谴责，他们认为这样的庆祝方式有可能对穆斯林的信仰( 伊斯蘭教神學 )产生负面影响。

### 新闻出版
马来西亚主要华文報紙是由私人所拥有。目前发行量最大的报章是《星洲日报》，每天平均发行量40万份（包括夜报）。《星洲日报》目前由世华机构控制，世华机构也同时控制在全国发行的《中国报》、《南洋商报》和《光明日报》。由启德行集团控制的东方日报是另一家全国都有发行的报纸，同时也拥有在砂拉越发行的《诗华日报》。而由孙中山创办的《光华日报》则是北马尤其是槟城最畅销的中文报。在沙巴发行的报纸包括《华侨日报》、《自由日报》、《亚洲时报》和《晨报》。而在砂拉越发行的报纸包括《国际时报》和《联合日报》，其中國際時報於2018年10月16日發行50週年之際停止發行報紙，轉戰數碼新聞。
《星报》（The Star）是马来西亚发行量最大的英文报，这家报馆的四成股票是由执政联盟的马华公会掌控。《新海峡时报》（News Strait Time）和《马来邮报》（The Malay Mail）是两家由马来西亚执政联盟的巫统通过投资臂膀首要媒体（Media Prima）控制的报章。除此之外，《太阳报》（The Sun）是另一家全国发行的英文报章，同时也是第一家免费英文报章。
《马来前锋报》和《每日新闻》（Berita Harian）是两份发行量最大的马来报。《马来前锋报》由执政联盟的巫统控制，唯於2018年8月20日因无力偿还贷款和无法向马来西亚股票交易所提供偿债能力申报，而被列为PN17公司，2019年10月9日因无力偿还债务一度宣布停业，直到隔年7月20才宣布复刊；而每日新闻则是由执政联盟的巫统通过投资臂膀首要媒体控制。首要媒体同时也拥有大都会日报（Harian Metro）。
主要的在野党也拥有自己的报纸，通常为月刊。民主行动党出版《火箭报》、人民公正党出版《公正之声》（Suara Keadilan）、伊斯兰党则出版哈拉卡（Harakah）在東馬及西馬這兩半部的新聞媒体存在著區別。在半島的媒体並不看重來自東馬的新聞，而且經常把東馬兩州視為半島的殖民地。2007年，政府機構曾對民營的電視台及廣播電台發布命令，禁止播出反對黨領袖的演講，這個行動受到反對黨民主行動黨所撻伐。沙巴只有一家小報受到政府控制。
马来西亚国家新闻社（简称马新社）是一个半官方的通讯社。马来西亚广播电台属官办，建于1946年，拥有6个广播网，用马来语、英语、华语和泰米尔语广播。马来西亚之声电台建于1963年，用马来语、阿拉伯语、英语、印度尼西亚语、缅甸语、他加禄语和泰语等8种语言对外广播。马来西亚广播电视属官办，建于1963年，设有两个频道，即：TV1和TV2，用马来语、英语、华语和泰米尔语播放。马来西亚执政联盟的巫统通过投资臂膀的首要媒体集团设有四个频道，即：TV3、Ntv7、八度空间（8TV）和TV9。1996年成立的Astro集团是国内主要的卫星收费电视频道。

### 体育

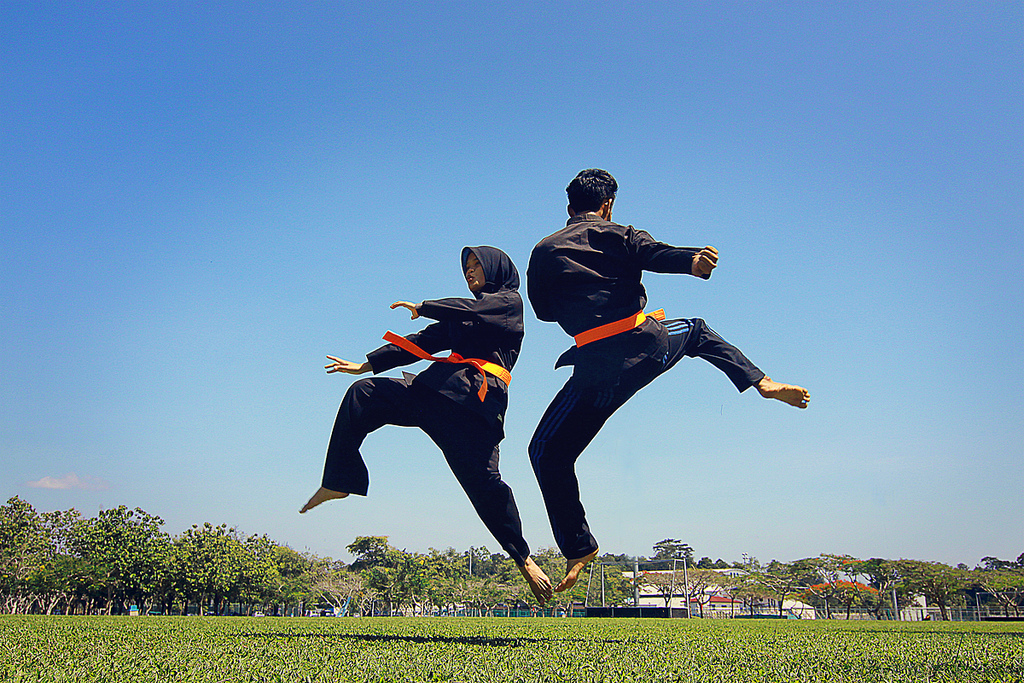
传统体育运动如马来武术（Silat Melayu），与现代体育运动并存

马来西亚在各种体育赛事中的成绩都不俗。在东南亚运动会1989，2009和2011年，马来西亚足球队夺得“金牌之母”。马来西亚也是2001年东南亚运动会的总冠军。马来西亚也在2010年亚洲运动会得到9枚金牌。在共和联邦运动会曾有全场第四名和12面金牌，10面银牌和13铜牌的佳绩。马来西亚也在汤姆斯杯夺得5次冠军（分别是1949年湯姆斯盃，1952年湯姆斯盃，1955年湯姆斯盃，1967年湯姆斯盃和1992年湯姆斯盃）。马来西亚也在全英羽毛球公开锦标赛男子单打夺得15次冠军，也曾夺得10次男子双打冠军（分别是1949年全英羽球锦标赛、1951年全英羽球锦标赛、1952年全英羽球锦标赛、1953年全英羽球锦标赛、1954年全英羽球锦标赛、1957年全英羽球锦标赛（混合国家）、1959年全英羽球锦标赛、1965年全英羽球锦标赛、1966年全英羽球锦标赛、1971年全英羽球锦标赛、1982年全英羽球公开锦标赛和2007年全英羽毛球超级赛）。也在1975年世界杯曲棍球赛夺得殿军。谢定峰、苏伟译也在2022年8月22日至28日在日本东京所举办的2022年世界羽毛球锦标赛中夺得男子双打项目的金牌，这也是马来西亚有史以来的首面世界羽毛球锦标赛金牌。马来西亚在夏季奥林匹克运动会中表现最好的项目是田径、羽毛球、足球、跳水及自行车。但马来西亚并未获得任何金牌。在1992年夏季奥林匹克运动会夺得一面铜牌，1996年夏季奥林匹克运动会夺得了一个银牌和一个铜牌。2008年夏季奥林匹克运动会则拿了一枚银牌。2012年夏季奥林匹克运动会拿了一面银牌和一面铜牌。2016年夏季奥林匹克运动会是马来西亚的最好成绩，共计四面银牌和一面铜牌。2020年奥林匹克运动会则夺得了一面银牌和一面铜牌。马来西亚也在2020年夏季帕拉林匹克運動會夺得2面金牌和3面铜牌。除此之外，马来西亚也培养了许多运动健将，在羽球方面就有李宗伟、李梓嘉、谢定峰、苏伟译等一众名将。游泳健将则有潘德莉拉、張俊虹、沈威胜等人，自行车方面有阿茲祖哈斯尼阿旺、伍安临、法特哈·穆斯塔法等好手。保龄球则有祖尔马兹兰·祖尔基夫利、洪显龙、谢美兰等选手，壁球也有妮科尔·戴维、劉薇雯、王明喜等各位健将。

## 註解
1. ↑  《1963/67年國語法令》第二條規定：「除本法規定並遵守憲法第152（1）條所載與任何其他語言和馬來西亞其他種族語言有關的保障措施外，應將本國國語用於官方用途。」（Save as provided in this Act and subject to the safeguards contained in Article 152(1) of the Constitution relating to any other language and the language of any other community in Malaysia the national language shall be used for official purposes.）
2. ↑  《馬來西亞聯邦憲法》第152條和《1963/67年國語法令》第四至第八條的規定讓英語擁有相較與其他語言不同的特殊地位。聯邦憲法和國語法令也規定所有成文法律必須以馬來文和英文撰寫，並允許英語可在法庭内以及議長允許下，在國會和各州立法議會中使用。此外，英語也是砂拉越州的官方語言。[5][6]
3. ↑  《1963/67年國語法令》第九條規定：「本國國語的文字應為Rumi文字；但前提是這不禁止使用本國國語的馬來文字，通常稱為Jawi文字。」（The script of the national language shall be the Rumi script: provided that this shall not prohibit the use of the Malay script, more commonly known as the Jawi script, of the national language.）
第九條中所提到的「Rumi文字」為馬來語字母；而「馬來文字」或「Jawi文字」則爲爪夷文。
4. ↑  英语在联邦一级也用于官方文件。
5. ↑  《馬來西亞聯邦憲法》第152條規定：「本國國語應為馬來語，並應採用國會根據法律規定的文字...」（The national language shall be the Malay language and shall be in such script as Parliament may by law provide...）。
6. ↑  《馬來西亞聯邦憲法》第一條第一款：聯邦的馬來文與英文名稱為「Malaysia」[21]。
7. ↑  1957年英殖民政府推动英属馬來亚独立。后基于东南亚冷战危局，为避免当地赤化，在1963年撮合馬來亚联合邦、砂拉越、北婆羅洲和新加坡四地为“馬來西亞”，大中華地區部分人士將馬來西亞簡稱爲「馬來」或「馬拉」，然此稱謂在馬來西亞國内指稱該國第一大族群馬來人，而非國名縮寫。馬來西亞人是指有馬來西亞國籍的人，馬來西亞國内普遍將之縮寫為“大馬人”，而非指代種族的「馬來人」或「馬拉人」。
8. ↑  馬來西亚联邦宪法第一章第三条第一款。
9. ↑  尽管马来西亚是在1963年9月16日成立，但联邦政府长期只庆祝独立日，导致沙巴和砂拉越感到被忽略。直到2009年10月19日，时任首相纳吉宣布，次年起9月16日为全国公共假日。[59]
10. ↑  最高元首必须依照首相的建议行使职权。